# Nelson Mandela
Nelson Rolihlahla Mandela (Umtata, Sud-àfrica, 18 de juliol de 1918 - Johannesburg, 5 de desembre de 2013) va ser un polític sud-africà, un dels líders emblemàtics de la lluita contra el sistema polític de l'apartheid i que va arribar a ser el primer president de la República de Sud-àfrica (1994 - 1999) elegit per sufragi universal a les primeres eleccions nacionals no racials de la Història de Sud-àfrica.
Nelson Mandela es va afiliar al Congrés Nacional Africà (African National Congress, ANC) el 1944, amb l'objectiu de lluitar contra el domini polític de la minoria blanca i la segregació racial que impulsava. Es va fer advocat i participà en la lluita no-violenta contra les lleis de l'apartheid, que varen ser establertes pel govern del Partit Nacional afrikaner, arribat al poder a les eleccions del 1948. L'ANC va ser prohibit el 1960 sense que la lluita pacífica donés resultats tangibles. Mandela va fundar i dirigir, el 1961, la branca militar de l'ANC, Umkhonto We Sizwe, que va dur a terme una campanya de sabotatges contra objectius militars. Detingut per ordre del Govern sud-africà amb el suport de l'Agència Central d'Intel·ligència dels Estats Units (CIA), va ser condemnat a cadena perpètua de presó i a treballs forçats, i va ser internat a la presó de Robben Island. Va esdevenir una celebritat que es va beneficiar d'un fort suport internacional, i va esdevenir un símbol de la lluita per la igualtat racial, especialment després de la massacre de Soweto, del juny de 1976.
Després de vint-i-set anys de presó, Mandela va ser alliberat l'11 de febrer de 1990, i va defensar la reconciliació i la negociació amb el govern del president Frederik de Klerk. El 1993, Mandela i de Klerk van rebre el Premi Nobel de la Pau per les seves accions a favor de la fi de l'apartheid i l'establiment d'una democràcia no racial al país.
Elegit primer president negre de Sud-àfrica el 1994, va continuar amb èxit la política de reconciliació nacional, però va deixar una mica de banda la lluita contra la sida, molt present a Sud-àfrica. Després d'un únic mandat, als vuitanta-vuit anys es va retirar de la vida política activa. Posteriorment, va reprendre la seva actuació contra la sida, a causa de la qual va perdre un fill, va romandre una personalitat mundialment reconeguda per la seva defensa dels Drets Humans.
Va estar casat tres vegades, en dues de les quals tingué un total de sis fills. Era un apassionat de la música clàssica, de compositors com Georg Händel o Piotr Txaikovski.
A Sud-àfrica, molta gent li té un respecte profund i el consideren «pare de la nació». Sovint hom el designa amb el nom del seu clan, Madiba.

## Biografia

### Família i estudis
Va néixer el 18 de juliol de 1918 a la ciutat d'Umtata, capital de la regió del Transkei, a la vora del riu Mbashe. El nom de Mandela Rolihlahla significa 'treure una branca d'un arbre' o més familiarment 'esvalotador'.
Va ser fill d'una família reial Thembu de l'ètnia xosa, que regna en aquest territori. Segons el genetista Luigi Cavalli-Sforza, era meitat hotentot, és a dir, un boiximan, una població més sovint menyspreada pels xoses que formen part dels bantus. El seu besavi patern va ser Inkosi Enkhulu, o rei del poble Thembu. Un dels fills del rei, que es deia igualment Mandel, era l'avi del futur Nelson i és l'origen del seu nom de família. Tanmateix els descendents d'aquesta branca de la família no eren elegibles a la successió del tron Thembu.
El pare de Mandela, Gadla Henry Mphakanyiswa, va ser cap del poble de Mvezo. Tanmateix, s'allunyà de les autoritats colonials que el van destituir de la seva funció i van exiliar la seva família al poble de Qunu. Malgrat tot, Mphakanyiswa continuava sent un membre del consell privat del rei i va tenir un paper capital en l'ascensió del nou regent Jongintaba Dalindyebo al tron Thembu. Dalindyebo es va recordar de la seva ajuda adoptant Mandela de manera informal a la mort del seu pare. El pare de Mandela tenia quatre dones, amb les quals va tenir tretze fills. Mandela va néixer de la seva tercera dona (tercer segons un sistema de classificació reial complex), Nosekeni Fanny del clan Mpemvu Xosa, a les terres on Mandela va passar la major part de la seva infantesa.
Rolihlahla Mandela va ser el primer membre de la seva família que va anar a escola, on la seva institutriu Miss Mdingane li va donar el nom anglès de Nelson, pràctica habitual en aquella època.
El seu pare va morir de tuberculosi quan ell només tenia nou anys i el regent Jongintaba va esdevenir el seu tutor. Va anar llavors a l'escola d'una missió metodista situada al costat del palau del regent. Seguint el costum Thembu, va ser iniciat religiosament a l'edat de setze anys i va anar al Clarkebury Boarding Institute. Nelson Mandela va aprovar l'ensenyament primari en dos anys en lloc dels tres anys habituals. Designat per heretar la funció de conseller del seu pare, Mandela va anar el 1937 a l'escola metodista de Healdtown a Fort Beaufort, i als dinou anys, en aquesta escola, va practicar boxa i curses atlètiques.

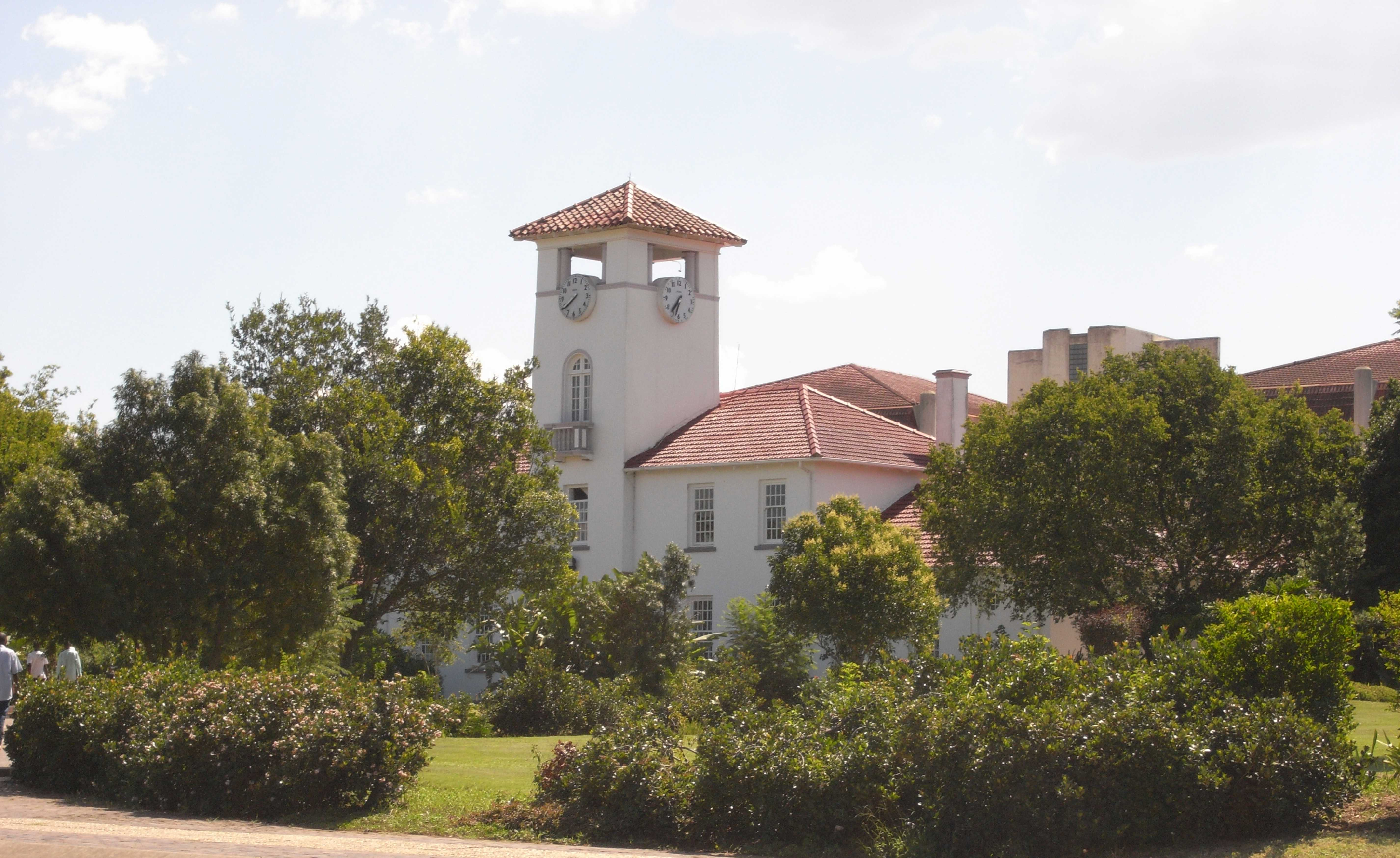
Antic edifici de la Universitat de Fort Hare

Diplomat, arriba a la Universitat de Fort Hare per començar estudis de dret. Allí va coincidir amb Oliver Tambo de qui es va fer amic i col·lega; i hi va descobrir el nacionalisme africà; no el va convèncer el marxisme difós pel Partit Comunista de Sud-àfrica i va adherir-se a la doctrina de no-violència predicada per Mohandas Gandhi.
Gandhi, qui havia començat la seva resistència no-violenta mentre que era a Sud-àfrica, va influenciar no només els mètodes de Nelson Mandela, sinó també els de diverses generacions d'activistes antiapartheid que hi veien un mètode per lluitar contra l'opressió i el colonialisme. Al final del primer curs a la universitat, en tant que era membre del consell representatiu dels estudiants, es va implicar en el boicot del reglament universitari que volia transformar el consell en una senzilla cambra de confirmació fet que va provocar la seva expulsió de la universitat.
Poc després d'haver marxat de Fort Hare, Jongintaba va anunciar a Mandela i a Justice, el seu fill i hereu al tron, que havia organitzat un matrimoni concertat per a cadascun d'ells. Els dos homes joves, descontents per aquest arranjament, van decidir fugir a Johannesburg. A la seva arribada, Nelson Mandela va aconseguí un treball de guàrdia en una mina, però el seu empresari va anul·lar ràpidament el contracte en assabentar-se que Mandela era el fill adoptiu fugit del regent. Nelson Mandela va treballar llavors com a empleat en un bufet d'advocats gràcies a les seves relacions amb el seu amic i mentor Walter Sisulu. Mentre treballava, Nelson Mandela va obtenir la llicenciatura a la Universitat de Sud-àfrica per correspondència, i llavors va començar els estudis de dret a la Universitat de Witwatersrand, on trobaria nombrosos futurs activistes antiapartheid, com ara Joe Slovo.

### Matrimonis i descendència
Mandela es va casar tres vegades, va tenir sis fills, vint nets i un nombre creixent de besnets.

#### Primer matrimoni
Mandela es va casar el 1944 amb Evelyn Ntoko Mase, que era de la seva mateixa regió, tot i que es varen conèixer a Johannesburg. La parella es va divorciar el 1957 després de tretze anys de matrimoni a causa de les nombroses absències de Mandela, la seva devoció a la causa revolucionària i pel fet que ella era membre dels Testimonis de Jehovà, una religió que predica la neutralitat política.
La parella va tenir quatre fills, dos nois: Madiba Thembekile (Thembi) (1946-1969) i Makgatho (1950-2005), i dues noies: totes dues anomenades Makaziwe (Maqui, nascudes el 1947 i 1953). La seva primera filla va morir quan tenia tan sols nou mesos i varen batejar la seva segona filla amb el mateix nom en el seu honor. Thembi es va matar en un accident de cotxe el 1969 amb vint-i-cinc anys i Mandela, llavors presoner, no va ser autoritzat a assistir al funeral. Evelyn Mase va morir el 2004, i Makgatho va morir de sida el 2005.

#### Segon matrimoni
Winnie Madikizela-Mandela era també originària del Transkei i es varen conèixer a Johannesburg, on ella va ser la primera treballadora social negra. Es van casar el 1958. Van tenir dues filles, Zenani (Zeni), nascuda el 4 de febrer de 1958, i Zindziswa (Zindzi) Mandela-Hlongwane, nascuda el 1960. Zindzi tenia només divuit mesos quan el seu pare va ser empresonat a Robben Island. Més tard, Winnie va estar molt afectada per la discòrdia familiar que reflectia els conflictes polítics del país; mentre que Mandela estava empresonat, el seu pare es convertí en ministre d'Agricultura del Transkei. El matrimoni va acabar amb una separació l'abril de 1992 i un divorci el març de 1996, a causa de divergències polítiques vinculades a la radicalització d'ella.
Encara que la seva filla Zindzi tenia records del seu pare, les autoritats sud-africanes no van autoritzar-la a visitar el seu pare entre l'edat de quatre a setze anys. Zindzi Mandela-Hlongwane es va fer mundialment cèlebre quan el 1985, amb catorze anys, va llegir els discursos de Nelson Mandela en què rebutjava la llibertat condicional.

#### Tercer matrimoni
Mandela es va casar de nou el dia del seu vuitantè aniversari, el 1998, amb Graça Machel, nascuda Simbine, vídua de Samora Machel, antic president de Moçambic i aliat de l'ANC que havia mort en un accident aeri dotze anys abans. El matrimoni va estar seguit de mesos de negociacions internacionals per establir el muntant del preu excepcional que havia de pagar-se al clan de Machel. Les negociacions van ser conduïdes pel sobirà tradicional de Mandela, el rei Buyelekhaya Zwelibanzi Dalindyebo.

## Activitat política contra l'apartheid

### Resistència no violenta

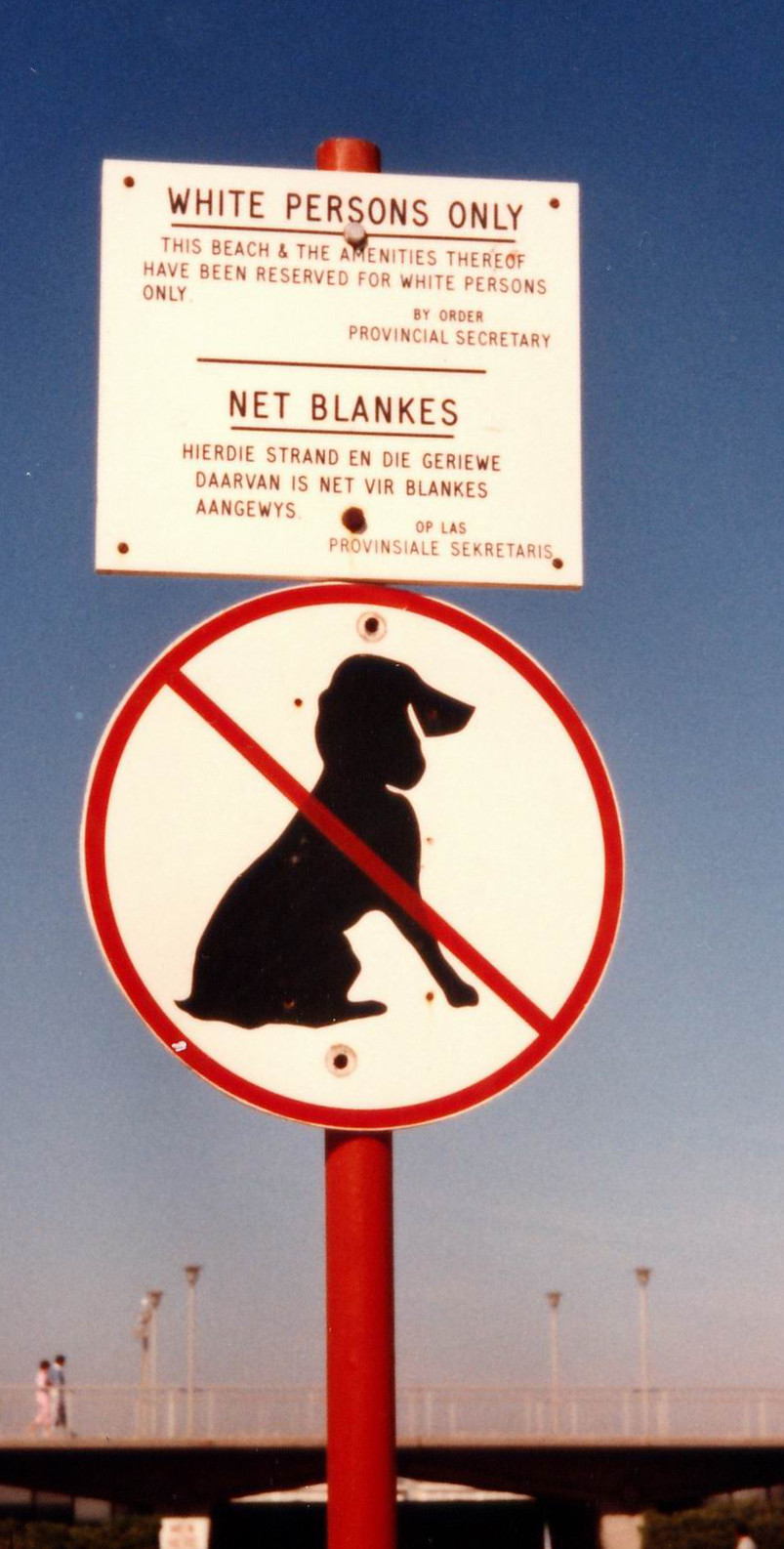
Apartheid i segregació racial: plafó prohibint l'accés d'una platja a les persones de color i als gossos

El 1944 Nelson Mandela va entrar a formar part del Congrés Nacional Africà (ANC), un moviment de lluita contra l'opressió i abús que patien els negres de Sud-àfrica i va fundar la Lliga de joventut de l'ANC amb Walter Sisulu i Oliver Tambo, que seria al grup dominant dins de l'ANC, amb una ideologia orientada al socialisme africà: nacionalista, antiracista i antiimperialista. La formació juvenil incita a les accions de massa per tal de lluitar contra el domini polític de la minoria blanca i la segregació racial que s'uniforma sobre el conjunt de les quatre províncies des de la fundació el 1910 de la Unió Sud-africana. Des de 1913, la Native Land Act («llei sobre la propietat predial indígena») prohibia als africans de ser propietaris de terres fora de les «reserves indígenes», un 7 per cent de la superfície total de la Unió Sud-africana va ser atribuïda als negres. Aquesta llei va provocar l'expropiació de nombrosos pagesos independents negres i la constitució d'un proletariat agrícola. El 1923, la llei sobre les regions urbanes indígenes (natives urban areas act) va introduir la segregació residencial oferint la flexibilitat als municipis per poder crear barris reservats als negres i a limitar la seva urbanització. El 1936, la llei sobre la representació dels indígenes (Representation of Natives Act) suprimeix els negres de les llistes electorals comunes de la província del Cap, per inscriure'ls en llistes separades. Aquesta maniobra permet escollir tres diputats blancs representant els seus interessos al Parlament i instituir consells de representacions indígenes (Native Representative Councils), purament consultius i compostos de negres escollits, d'altres designats, i de funcionaris. Paral·lelament, la llei sobre el fons d'inversió predial i la terra indígena, amplia la superfície de les reserves indígenes a un 13 per cent de la superfície del país, traient en el mateix temps als residents negres del Cap, el dret de comprar terra fora de les reserves. Finalment, el 1942, després de diversos discursos antiguerra pronunciats sobretot per Yusuf Dadoo, un influent dirigent del congrés indi del Transvaal, i per prevenció dels altercats, les vagues dels treballadors negres varen ser declarades il·legals en el marc de l'esforç de guerra.
A les eleccions generals de 1948, va obtenir el poder al país el Partit Nacional, en aquell moment un partit exclusivament afrikaner, que va institucionalitzar la segregació racial amb la posada en escena d'una novetat política de segregació sota el nom d'apartheid. Aquest sistema polític, en què la connexió territorial, la nacionalitat i l'estatus social depenien de la condició racial de l'individu, desfavoria àmpliament la població negra i prohibia els matrimonis mixtos, entre altres mesures. Pel seu costat, la lliga de joventut de l'ANC es mostra determinada. Internament, aconsegueixen apartar el president del partit, Alfred Xuma, considerat massa moderat, per imposar-hi James Moroka i preparar una gran campanya de desafiament.
El 1951, Olivier Tambo i Nelson Mandela eren els dos primers advocats negres de Johannesburg. El 1952, Nelson Mandela va ser elegit president de l'ANC de Transvaal i vicepresident nacional. Porta amb l'ANC, la «Campanya de Desafiament» que predica la desobediència civil contra les lleis considerades injustes, que culmina amb una manifestació el 6 d'abril de 1952, data del tercer centenari de la fundació de Ciutat del Cap pel neerlandès Jan van Riebeek i de la primera instal·lació de blancs a Sud-àfrica. Dels 10.000 manifestants, en varen ser detinguts 8.500, entre els quals Nelson Mandela. La «campanya de desafiament», va continuar l'octubre amb manifestacions contra les lleis de segregació i contra els controls obligatoris cap als negres. El govern Malan va modificar llavors la llei sobre la seguretat pública (Public Safety Act, 1953), que va autoritzar el poder a suspendre les llibertats individuals, a proclamar l'estat d'emergència i a governar per decrets. Mandela és condemnat a nou mesos de presó amb pròrroga, se li prohibeix tota reunió i és col·locat sota arrest domiciliari a casa seva a Johannesburg on aprofita per organitzar l'ANC en cèl·lules clandestines. Aquesta campanya de resistència passiva, que va finalitzar el 1953, va permetre a l'ANC guanyar en credibilitat, passant de 7.000 a 100.000 associats. La seva opció no racial li permet obrir-se als indis i als comunistes blancs però els mestissos continuen sent més circumspectes. Quan James Moroka intenta defendre la conciliació amb el govern, és atropellat per la lliga dels joves del partit que imposa llavors Albert Lutuli al capdavant de l'ANC.
El 1955, en acabar les condemnes, Mandela va reaparèixer en públic i va tenir lloc el Congrés del Poble, en el qual ell va impulsar l'adopció de la Carta de la Llibertat que aportava les bases fonamentals del moviment antiapartheid. Proposa l'aspiració d'un estat multiracial, igualitari i democràtic, una reforma agrària i una política de justícia social en el repartiment de la riquesa. Durant aquest període, Nelson Mandela i el seu amic Oliver Tambo dirigeixen el despatx d'advocats Mandela & Tambo, que oferia assessorament jurídic gratuït o a baix cost per als nombrosos negres que no podien pagar les despeses d'advocats.
Nelson Mandela modera el seu fort anticomunisme cristià per demanar la unió entre els nacionalistes negres i els blancs del Partit Comunista de Sud-àfrica en el combat contra l'apartheid. La llei de superssió del comunisme (Supression communist act) del govern, que considera com a comunista qualsevol que «busca provocar un canvi polític, industrial, econòmic o social per mitjans il·legals», alhora que els negres, fora del sistema judicial, no tenien cap possibilitat per lluitar contra l'apartheid, obligant a unir-se a tots els corrents del nacionalisme al revolucionari. A nivell legislatiu, sols el Partit Unit que representava l'oposició blanca i els mestissos, i el Partit Liberal de Margareth Ballinger van intentar lluitar contra l'apartheid. Mentre es dediquen a la resistència pacífica, Nelson Mandela i 156 persones més són arrestades el 5 de desembre de 1956 i acusats de traïció. Se segueix un procés maratonià, conegut com a Judici per Traïció, que dura de 1956 a 1961, on tots els acusats, ben defensats amb fons internacionals, exploten hàbilment totes les imprecisions de la legislació, i finalment són progressivament alliberats i després finalment absolts per la justícia sud-africana.
De 1952 a 1959, una nova mena d'activistes negres, coneguts sota el nom d'«africanistes», van enterbolir les activitats de l'ANC als guetos, demanant una acció més dràstica contra la política del govern. La direcció de l'ANC, formada per Albert Lutuli, Oliver Tambo i Walter Sisulu, va pensar que els africanistes no només volien anar massa de pressa, sinó que també qüestionaven la seva autoritat. L'ANC va reforçar per tant la seva posició fent aliances amb petits partits polítics blancs, indis i de color en una temptativa d'aparèixer més agrupadors que els africanistes. El 1959, l'ANC va perdre el seu major suport militant quan la majoria dels africanistes, que tenien l'ajuda financera de Ghana i política dels Basutos, es varen segregar per formar el Congrés Panafricà (PAC) sota la direcció de Robert Sobukwe.

### Campanya de sabotatges i preparació de la lluita armada

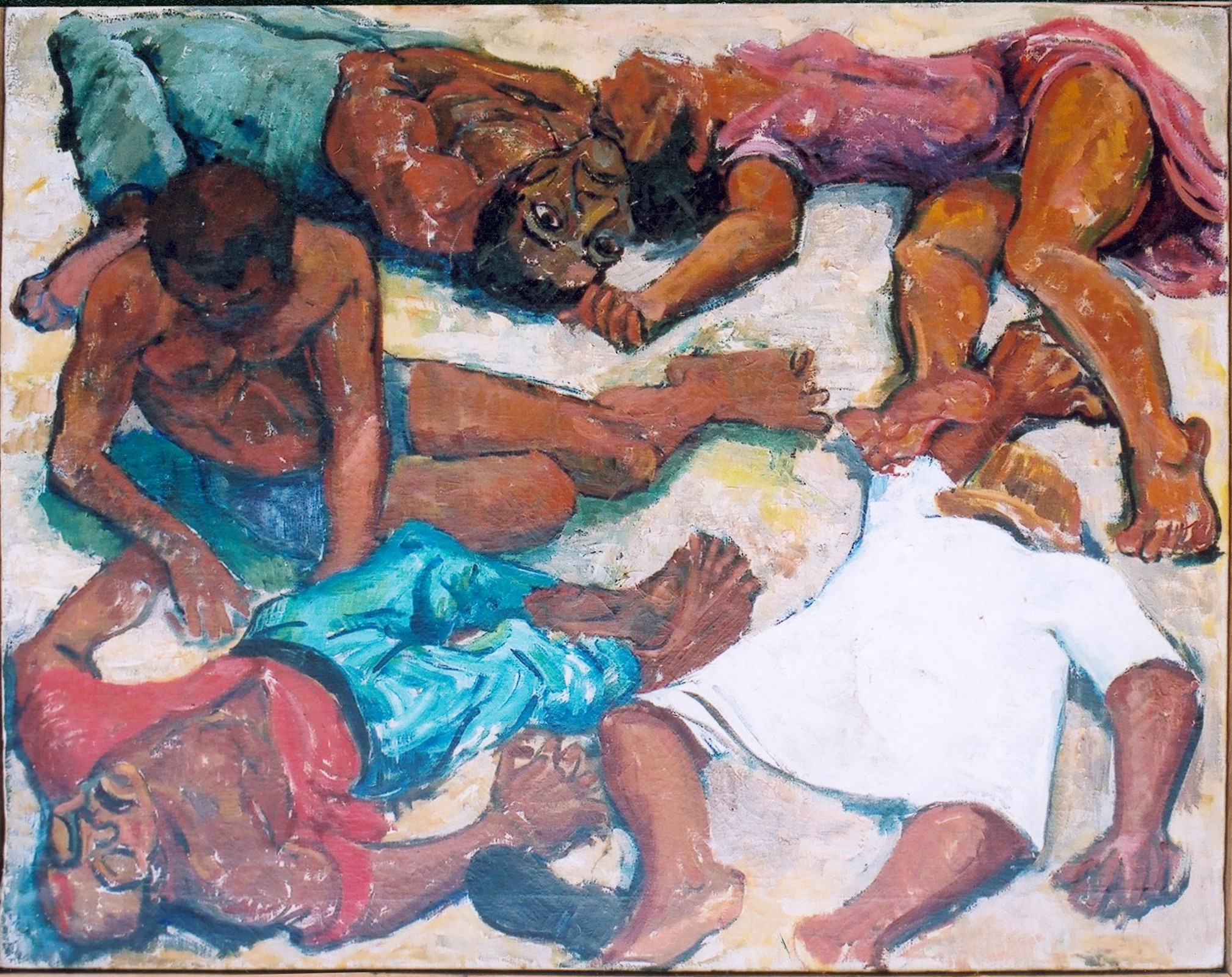
Pintura representant les víctimes de la Massacre de Sharpeville.

L'enduriment del règim racista va culminar el 1956, amb la decisió del govern de crear set reserves o bantustans, territoris marginals suposadament independents, en els quals es confinaria la majoria negra. L'ANC va respondre amb manifestacions i boicots, que van conduir a la detenció de la major part dels seus dirigents; Mandela va ser acusat d'alta traïció, jutjat però alliberat per falta de proves el 1961.
El 21 de març de 1960 ocorregué la Massacre de Sharpeville, a un township de Vereeniging al sud del Transvaal. Durant una manifestació del Congrés Panafricà contra l'extensió a les dones del passaport interior (Pass book), que els homes negres ja estaven obligats a dur constantment sota pena de ser arrestats o deportats. Seixanta policies sobre un efectiu total de tres cents homes atrinxerats en un local de la policia i recolzats per vehicles blindats, dispararen sense prèvia provocació una multitud d'unes cinc mil persones de les quals només aproximadament tres cents eren prop dels policies, mentre la resta de la multitud ja s'havia començat a dispersar.
Hi va haver 69 morts, entre ells vuit dones i deu nens, així com 180 ferits, dels quals 31 dones i 19 nens. La majoria de les ferides de bala varen ser fetes per l'esquena sobre una multitud en fugida i no armada. Segons els policies, els trets varen ser fruit del pànic i la inexperiència en resposta al llançament de pedres mentre que la Comissió de la veritat i de la reconciliació va concloure, segons els testimonis de manifestants, que els trets havien estat deliberats. El govern va declarar l'estat d'emergència de cara a les manifestacions i prohibí l'ANC i el PAC, empresonà o condemnà a arrest domiciliari els seus líders. El Consell de Seguretat de l'ONU va votar l'1 d'abril la resolució 134 que condemnava la massacre i incitava el govern sud-africà «a abandonar les seves polítiques d'apartheid i de segregació racial». Albert Lutuli, el president de l'ANC, obtingué el premi Nobel de la Pau aquell mateix any.
Els resultats de les accions del CNA van desil·lusionar Mandela i va organitzar un grup paramilitar per lluitar contra l'apartheid i l'opressió amb més força, abandonant l'estratègia no violenta de l'ANC. Així, el 1961 fundà Umkhonto We Sizwe (MK), una xarxa que promulgava l'acció armada. El maig de 1961, llançà amb èxit una vaga general, on els vaguistes es quedaren al seu domicili, el stay at house, obligant el govern a fer intervenir la policia i l'exèrcit. Va escriure i signar un pla per passar gradualment a la lluita armada. Coordinà campanyes de sabotatge contra objectius militars i governamentals, preparant plans per a una possible guerrilla si amb els sabotatges no n'hi hagués prou per posar fi a l'apartheid. Nelson Mandela descrivia el pas a la lluita armada com un últim recurs. L'augment de la repressió, les violències policíaques i de l'Estat l'havien convençut que anys de lluita no-violenta contra l'apartheid no havien portat a cap sortida.
Nelson Mandela afavorí el sabotatge, que «no comportés cap pèrdua de vides humanes i afavorís les millors oportunitats a les relacions interracials», abans d'introduir-se en «la guerrilla, el terrorisme i la revolució oberta». Un membre de l'ANC, Wolfie Kadesh, explicà la campanya de sabotatges amb bomba impulsada per Mandela: «(…) fer explotar llocs simbòlics de l'apartheid, com despatxos del passaport intern, el tribunal suprem per a natius, i llocs similars... oficines de correus i... despatxos del govern. Però ho havíem de fer de tal manera que ningú no fos ferit, ningú no hauria de morir.». Mandela va dir de Kadesh: «El seu coneixement de la guerra i la seva experiència de primera mà en el combat m'han estat extremadament útils.»
Mandela recaptà també fons a l'estranger per al MK i organitzà l'entrenament paramilitar del grup. Va seguir una formació militar a Algèria recentment independent i estudià Clausewitz, Mao Zedong, Che Guevara i els especialistes de la Segona Guerra Bòer.

### Detenció i procés de Rivonia

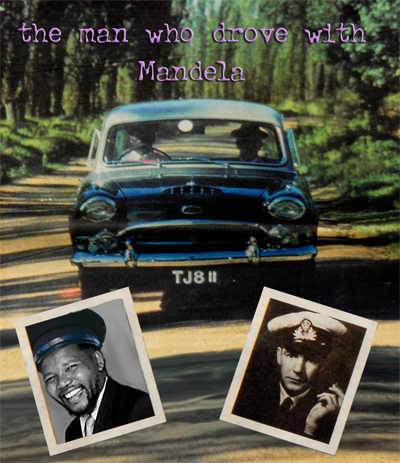
Cartell del documental The man who drove with Mandela que tracta de la detenció de Nelson Mandela disfressat de xofer de cotxe i de l'home que conduïa que li servia de cobertura, el comunista i activista homosexual blanc Cecil Williams.

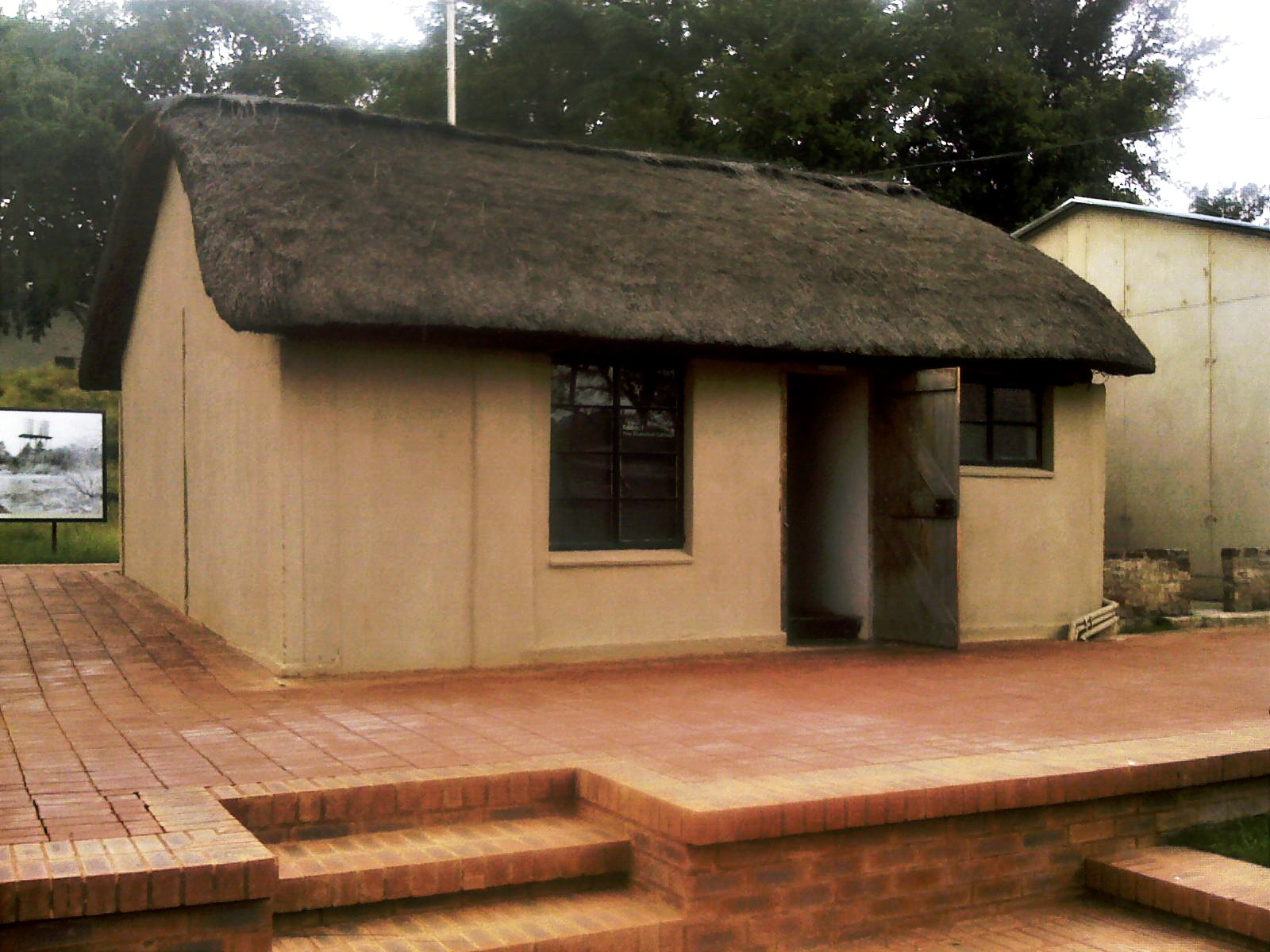
Barraca a Rivonia on varen ser detinguts els dirigents de l'ANC el 1963

El 5 d'agost de 1962, Nelson Mandela va ser arrestat després de disset mesos de clandestinitat i fou empresonat al fort de Johannesburg. La detenció va ser possible gràcies a la CIA que va informar la policia de l'amagatall i la disfressa en xofer de cotxe de Mandela.
Va ser considerat un «terrorista» i «comunista» en el context de guerra freda on l'apartheid volgué presentar-se com una defensa contra el comunisme a l'Àfrica Austral. Tres dies més tard, fou acusat d'organitzar una vaga el 1961 i de sortir del país il·legalment. El 25 d'octubre, Nelson Mandela fou condemnat a cinc anys de presó.
Durant el seu empresonament, la policia arresta diversos dirigents de l'ANC a Rivonia, al nord de Johannesburg, on estava situat el quarter general d'Umkhonto We Sizwe, l'11 de juliol de 1963. Entre les onze persones detingudes, hi figuren Walter Sisulu, Govan Mbeki, Ahmed Kathrada, Billy Nair i Denis Goldberg. Nelson Mandela és també encausat amb els seus companys, i és acusat pel ministeri públic, representat per Percy Yutar, el substitut del procurador, no només de quatre sabotatges i de traïció, sinó també de relacions amb el Partit Comunista de Sud-àfrica, i també de maquinar una invasió estrangera del país, desmentida per Mandela.
El procés de Rivonia s'inicià el 9 d'octubre de 1963 davant l'Alt tribunal de Pretòria presidit per Quartus de Wet, un jutge afrikaner designat durant el període de govern de Jan Smuts i del Partit Unit i que era considerat per Mandela i els seus com a independent del govern nacionalista. L'advocat, també afrikaner, Bram Fischer formà part de l'equip de la defensa que representava els acusats, així com Harry Schwarz, cap de l'oposició parlamentària al Transvaal Provincial Council.
Durant el procés, amb l'ajuda dels documents confiscats a Rivonia, el procurador detallà els encàrrecs d'armes, les relacions entre l'ANC i el Partit Comunista i els plans destinats a enderrocar el govern. En la seva declaració de defensa el 20 d'abril de 1964, davant el Tribunal Suprem de Sud-àfrica a Pretòria, Nelson Mandela exposà el raonament que havia recorregut a la violència com a tàctica. Revelà com l'ANC havia utilitzat mètodes pacífics per resistir a l'apartheid durant anys, fins a la Massacre de Sharpeville, la declaració d'estat d'emergència i la prohibició de l'ANC pel govern, que els portava, com a única opció, a resistir a través d'actes de sabotatge. Fer una altra cosa hauria estat per a ells igual a una capitulació sense condicions. Nelson Mandela explicà com havien escrit el manifest de l'Umkhonto We Sizwe amb la intenció de demostrar el fracàs de les polítiques del Partit Nacional quan l'economia estava amenaçada per la manca de voluntat dels estrangers a arriscar inversions al país. Acabava la seva declaració, reproduïda íntegrament al Rand Daily Mail, el gran diari progressista anglòfon de Johannesburg, amb aquestes paraules: 
| «                                                                                | Durant tota la meva vida m'he dedicat a aquesta lluita del poble africà. He batallat contra la dominació blanca, i he batallat contra la dominació negra. He buscat l'ideal d'una societat lliure i democràtica, on totes les persones visquin juntes en harmonia i en igualtat d'oportunitats. És un ideal que espero poder viure per a veure'l realitzat. Però si és necessari, és un ideal pel qual estic preparat per morir. | » |
| — Nelson Mandela, en el tancament del seu al·legat davant la Cort Suprema, 1964. | |   |

Just abans del veredicte, Alan Paton, cap del Partit Liberal, presentà al jutge de Wet una instància d'indulgència i li demanà que fes prova de clemència. Tot i que l'escriptor sud-africà no donava suport personalment a la violència, va manifestar que els acusats només havien tingut dues opcions: «ajupir el cap i sotmetre's, o resistir-se a la força"». A més a més, va afegir que el tribunal havia de mostrar-se clement, ja que, en cas contrari, el futur de Sud-àfrica es presentava desolador.
Els acusats van ser considerats culpables de sedició l'11 de juny de 1964 i condemnats a cadena perpètua el 12 de juny, a excepció de Lionel Bernstein que va ser absolt. Malgrat que Mandela i la majoria dels seus companys varen ser considerats culpables dels quatre càrrecs de l'acusació, es deslliuraren de la pena de mort perquè el jutge Quartus de Wet no va considerar provada la intervenció estrangera invocada pel ministeri públic. Segons fonts de l'ANC, la pressió internacional hauria influenciat igualment en el veredicte. igual que pensava Oliver Tambo a Londres, si bé no ho comparteixen altres historiadors que han tractat el procés de Rivonia.
Per Percy Yutar, el fet d'haver litigat sobre l'acusació de sabotatge (Sabotatge Act) i no sobre el dret comú d'alta traïció havia permès a Mandela i als seus companys evitar la forca encara que les dues acusacions poguessin teòricament ser sancionades amb la pena capital. Per a Nelson Mandela, si el ministre de justícia John Vorster desitjava que ell fos condemnat a mort, el jutge, per la seva part, potser havia estat influenciat per les protestes internacionals com les del sindicat dels descarregadors que havien, segons ell, amenaçat de no carregar més les mercaderies per a Sud-àfrica o les protestes de cinquanta membres del Congrés americà i del parlament britànic. El fet que cap guerra de guerrilla no hagués començat i que l'ANC i MK haguessin estat considerades com a entitats separades pel jutge, haurien estat també, segons l'anàlisi de Mandela, una raó de la relativa clemència del veredicte. Al mateix temps, si Wet no hagués volgut ser considerat com un assassí als ulls dels negres de Sud-àfrica, hauria pronunciat penes molt severes per a certs companys de Mandela, com per exemple Kathrada, Motsoaledi i Mlangeni. El primer ministre Hendrik Verwoerd va declarar davant el parlament sud-africà que cap protesta de l'origen que fos no havia influenciat el judici, i encara menys la carta i els telegrames que ell mateix havia rebut de Leonid Bréjnev i dels països socialistes, els quals, segons la seva declaració, havien acabat a la paperera. Per la seva part, Sir de Villiers Graaff, el cap de l'oposició parlamentària, declarà lamentar-se que Mandela i els seus companys no haguessin estat perseguits per alta traïció per tal que el món pogués comprendre millor el veredicte pronunciat. 

El Consell de Seguretat de l'ONU condemnà el procés de Rivonia i es començà a introduir la recomanació de sancions internacionals contra Sud-àfrica. La resolució 181 d'agost de 1963 del Consell de Seguretat condemnava l'apartheid i demanava a tots els Estats d'aturar voluntàriament les seves vendes d'armes a Sud-àfrica, però aquesta demanda no va ser mai constrenyedora abans de la resolució 418 del 4 de novembre de 1977 que imposava un embargament sobre les vendes d'armes.
El 1964, la resistència es trobava decapitada. Mentre que els països de la commonwealth prenien la seva distància, lluny de ser sancionat, el govern sud-africà aprofità els anys de prosperitat econòmica per fomentar la immigració europea i desenvolupar la seva indústria i el seu armament amb Alemanya i França, amb l'acord dels Estats Units en nom de la lluita contra el comunisme. Verwoerd intensificà l'aplicació de la seva política de separació forçada procedint a nombroses expulsions de poblacions negres cap a les zones que li eren atribuïdes per tal que les bones terres fossin desenvolupades o habitades pels blancs, mentre que un sistema de contracte obligava els assalariats de la indústria a viure als hostels (residències dormitoris comuns) al si dels townships i lluny de les seves famílies a les zones rurals. Les conseqüències per a aquestes poblacions varen ser sovint catastròfiques socialment mentre que la població de la presó arribava a 100.000 persones, una de les taxes més altes del món.

### Empresonament

#### Robben Island

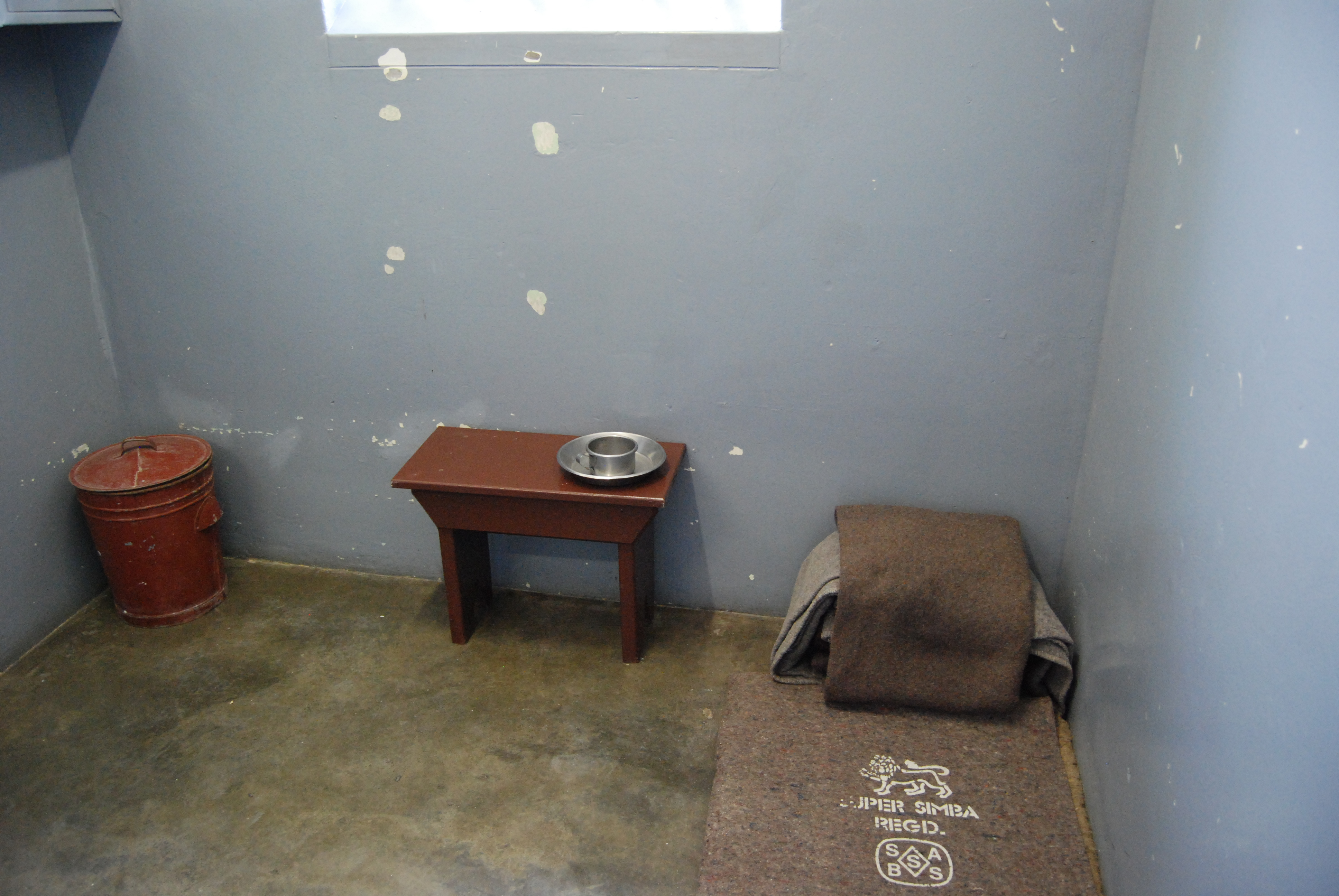
Cel·la de Nelson Mandela a la presó de Robben Island

Nelson Mandela va ser empresonat a l'illa-presó de Robben Island, on passà divuit dels seus 27 anys de presó. Mentre fou a la presó, la seva reputació creixé i es feu conegut de manera internacional com el més important dirigent negre de Sud-àfrica. A l'illa, ell i altres presoners havien d'efectuar treballs forçats en una pedrera de calç. Les condicions de vida a la presó eren molt precàries. Els presoners estaven separats segons el seu color de pell, els presoners negres rebien les racions més petites. Els presoners polítics, dels quals formava part Nelson Mandela, estaven separats dels criminals de dret comú i tenien encara menys drets. Mandela era un presoner de classe D (la classe més baixa), i no tenia dret més que a un visitant i una carta cada sis mesos. Quan rebia alguna carta, sovint era després que hagués estat retardada durant un llarg període i que hagués quedat illegible per la censura de la presó.

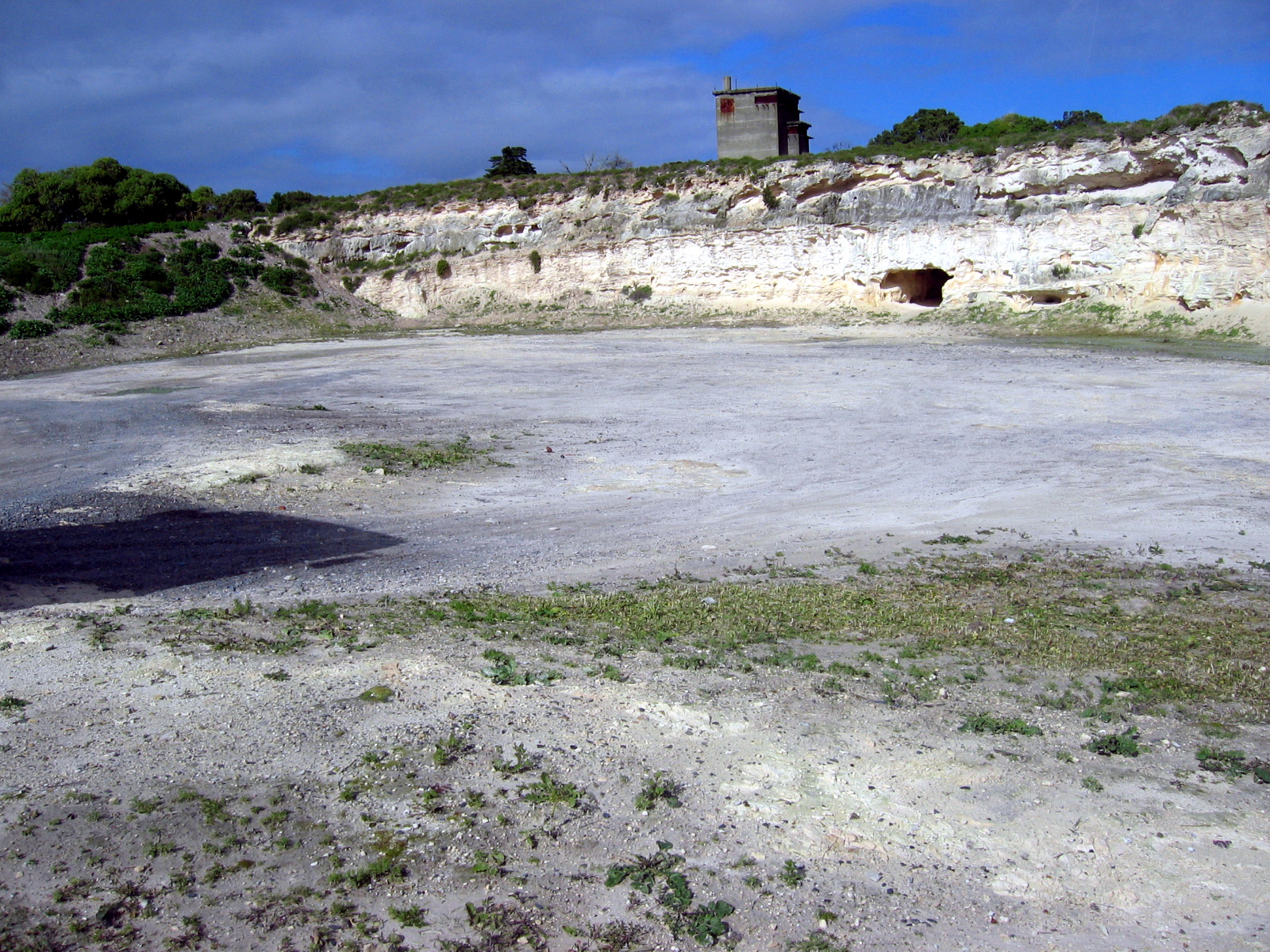
Pedrera de calç de Robben Island

Les condicions eren molt dures al cor de la pedrera de calç, on tots eren víctimes de queratitis a causa de la pols i la llum (Mandela més tard es va haver d'operar del canal lacrimonasal). No obstant això, hi intercanvien els seus coneixements en el que esdevindria la universitat Mandela, parlant tant de política com de William Shakespeare, Nelson Mandela va recitar i ensenyar el poema Invictus (Invicte) per tal de donar-los suport. Nelson Mandela aprofita aquests anys per assabentar-se de la història dels afrikaners i la seva llengua, l'afrikaans, per tal de comprendre sobretot la seva mentalitat i d'establir un verdader diàleg amb ells. Desafiant el punt de vista de l'ANC, que considerava llavors el poder afrikaner com una versió moderna del colonialisme europeu; ell mateix va considerar i declarar que l'afrikaner és un africà igual que qualsevol dels seus companys presoners negres, considerant que en altre lloc i en altres circumstàncies ell mateix hauria pogut tenir la mateixa vista sobre l'apartheid. Aquesta comprensió dels afrikaners li donà l'esperit de reconciliació necessària a les futures negociacions.

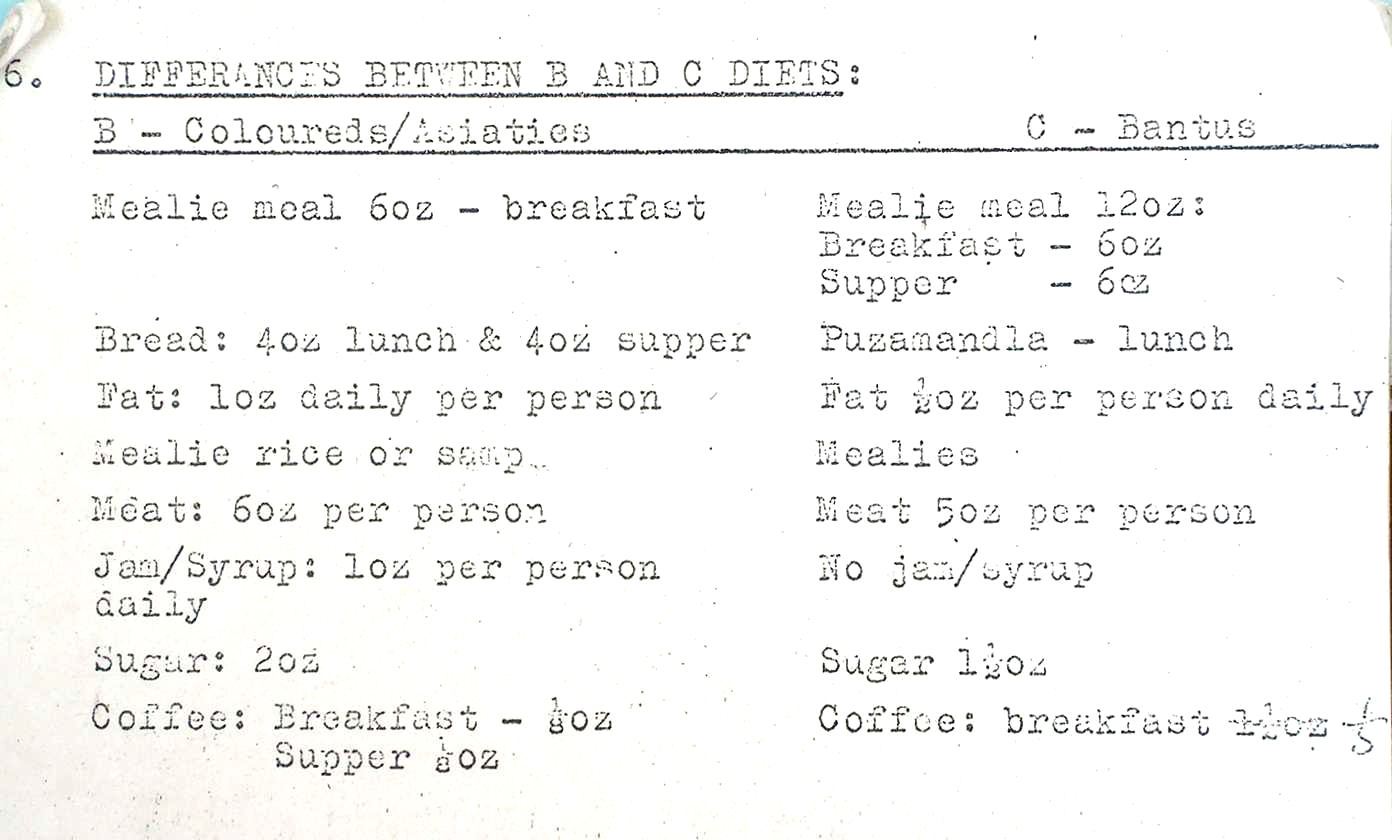
Menús de la presó: els bantus (o negres, menú C) dels quals formava part Mandela rebien encara menys aliments que els altres presoners («asiàtics i coloured (mestís)», menú B)

El 1971, al cap de set anys, deixà la pedrera de calç i fou transferit a la recollida del guano, des d'on podia veure el mar. El 16 de juny de 1976 esclataren els aixecaments de Soweto que començaren una nova etapa en la discussió i la repressió. El setembre de 1977, Steve Biko, fundador del Moviment de la Consciència Negra morí a la presó torturat per la policia. L'octubre, el Consell de Seguretat de l'ONU amb la resolució 417 «condemna vigorosament el règim racista sud-africà» i demanda l'alliberament de «totes les persones empresonades per raó de lleis arbitràries sobre la seguretat de l'Estat (…) i per la seva oposició a l'apartheid». El novembre, amb la resolució 418, imposa un embargament sobre la venda d'armes amb destinació a Sud-àfrica. Nelson Mandela, així com altres militants, varen ser col·locats en aïllament a la presó, on ràdio i diaris eren prohibits o censurats. El 1979, tornà a veure després de quinze anys la seva segona dona, Winnie, que també havia patit presó, detenció domiciliària i exili.
Durant el seu empresonament, Mandela estudià per correspondència amb la Universitat de Londres via el seu programa extern, i rebé el diploma de Bachelor of Laws. Fins i tot va estar preseleccionat per al títol de Canceller d'aquesta universitat, però perdé davant la princesa Anna del Regne Unit.
A les seves memòries publicades el 1981, l'agent secret Gordon Winter descobrí la seva implicació en un complot per fer evadir-se Mandela el 1969: el grup dels implicats havia estat infiltrat per Winter pel govern sud-africà. Aquest volia que Mandela s'escapés per poder abatre'l durant la persecució. El complot fou desbaratat pels serveis secrets britànics.

#### Presó de Pollsmoor i primeres negociacions

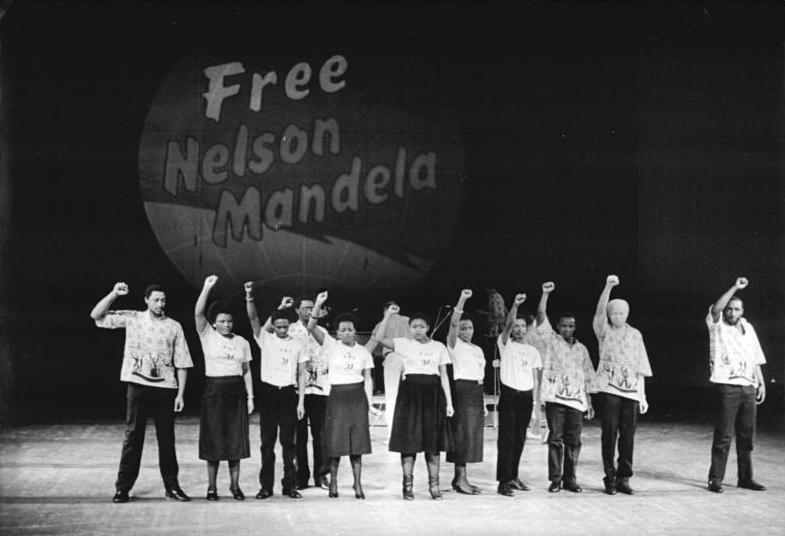
Manifestació de solidaritat amb Nelson Mandela a Alemanya, 1986

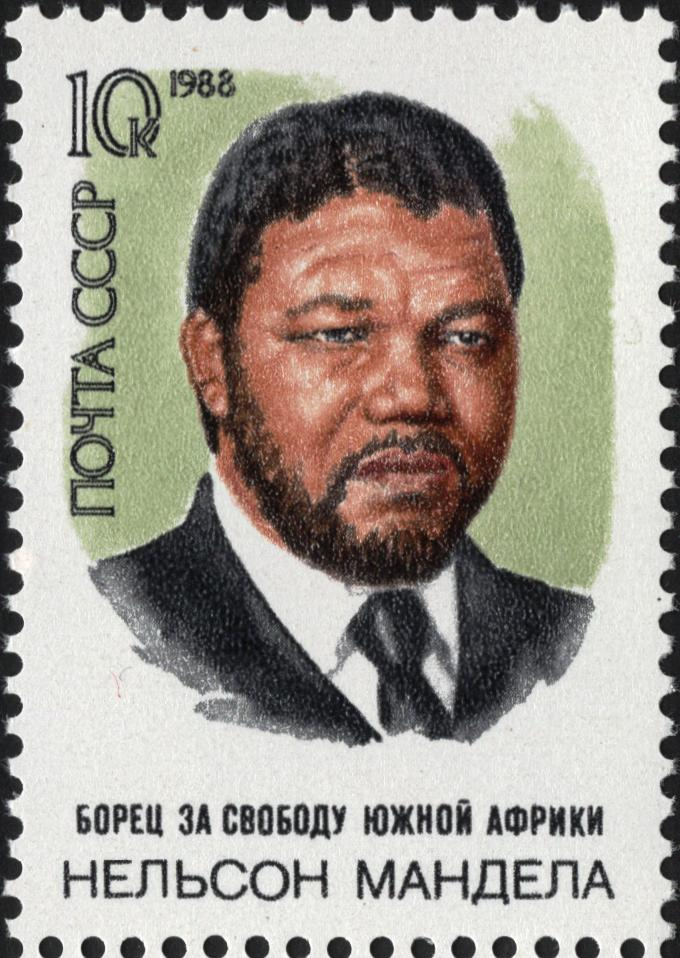
Segell soviètic (1988) amb l'efígie de Nelson Mandela en ocasió del seu 70è aniversari.

El març de 1982 Mandela va ser transferit, juntament amb Walter Sisulu, Andrew Mlangeni i Raymond Mhlaba, a la Presó de Pollsmoor als afores del Cap. L'octubre d'aquell mateix any se'ls hi suma també Ahmed Kathrada. Es considera que aquesta transferència havia estat realitzada per tal d'allunyar aquests dirigents de la nova generació de negres empresonats a Robben Island, anomenada la Universitat Mandela. Per contra, el Ministre de Justícia Kobie Coetsee va indicar que aquesta transferència havia estat realitzada per tal de poder establir un contacte discret entre ells i el govern sud-africà.
Durant els anys 1980, el MK llançà una guerrilla contra el règim de l'apartheid, en la qual varen morir nombrosos civils.
El febrer de 1985, el president Pieter Willem Botha oferí a Nelson Mandela, contra l'opinió dels seus ministres, la llibertat condicional a canvi d'una renúncia a la lluita armada. Mandela rebutjà l'oferta, dient en un comunicat transmès per la seva filla Zindzi:
| « | Quina llibertat m'ofereixen, mentre l'organització del poble segueix estant prohibida? Només els homes lliures poden negociar. Un pres no pot fer contractes. | » |

El mateix any, Botha va abolir les lleis sobre els passis i els matrimonis mixtes. Però aquestes mesures foren considerades massa tímides per Nelson Mandela, que sempre va reclamar amb l'ANC clansdestí, "un home, un vot".
La primera trobada entre Nelson Mandela i el govern tingué lloc el novembre 1985, quan el ministre de Justícia, Kobie Coetsee, trobà Mandela a l'hospital Volks a Ciutat del Cap, on es va operar de la pròstata. Al llarg dels quatre anys següents, una sèrie de trobades posà les bases per a futures negociacions, però cap progrés real no es va realitzar. Va ser parcialment alliberat el 7 de desembre de 1988 i posat en arrest domiciliari.
Durant tota la durada de l'empresonament de Nelson Mandela, la pressió local i internacional sobre el govern sud-africà per al seu alliberament augmentà, sota l'eslògan «Llibertat Nelson Mandela!». El 1985, és el primer llorejat del Premi Ludovic-Trarieux pel seu compromís a favor dels drets humans. Com que ell estava en captivitat, fou la seva filla qui rebé el premi en el seu nom. El juny de 1988 tingué lloc el Concert Homenatge dels 70 anys de Nelson Mandela a Wembley seguit per 600 milions de teleespectadors a 67 països, que exposà a escala mundial la captivitat de Mandela i l'opressió de l'apartheid, i que, segons l'ANC, forçà el règim sud-africà a alliberar Mandela abans del previst. El 1989, mentre que l'estat d'emergència estava instaurat des de feia 4 anys, Nelson Mandela va escriure a Pieter Botha, tot precisant que «la qüestió del (seu) alliberament no és l'únic», davant «l'espectre d'una Sud-àfrica dividida en dos camps hostils que es massacren entre si», volgué fer negociar «les dues principals organitzacions del país: el govern i l'ANC». Determinava també els principals punts a tractar: «En primer lloc, la reivindicació de la regla de la majoria en un Estat unitari, en segon lloc, les inquietuds de la Sud-àfrica blanca de cara a aquesta demanda». Varen tenir una entrevista el 5 de juliol de 1989 a la residència de Botha.
Aquell mateix any, Sud-àfrica arribà a un punt decisiu quan Botha, en resposta a una embòlia cerebral, va ser reemplaçat com a president per Frederik Willem de Klerk. El 15 d'octubre de 1989, de Klerk alliberà set dirigents de l'ANC, entre els quals Walter Sisulu, que havien passat 25 anys a la presó. El novembre, Nelson Mandela diu de De Klerk que és «el més seriós i el més honrat dels líders blancs» amb qui hagi pogut negociar. De Klerk anuncià l'alliberament de Nelson Mandela el febrer de 1990 en el transcurs d'un discurs pronunciat al parlament.
En sortir de la presó Mandela no cridà a la venjança sinó a la reconciliació i la pau, treballant units per posar fi al govern racista del país i aconseguir la igualtat de la població sud-africana.

### Alliberament, premi Nobel i negociacions constitucionals

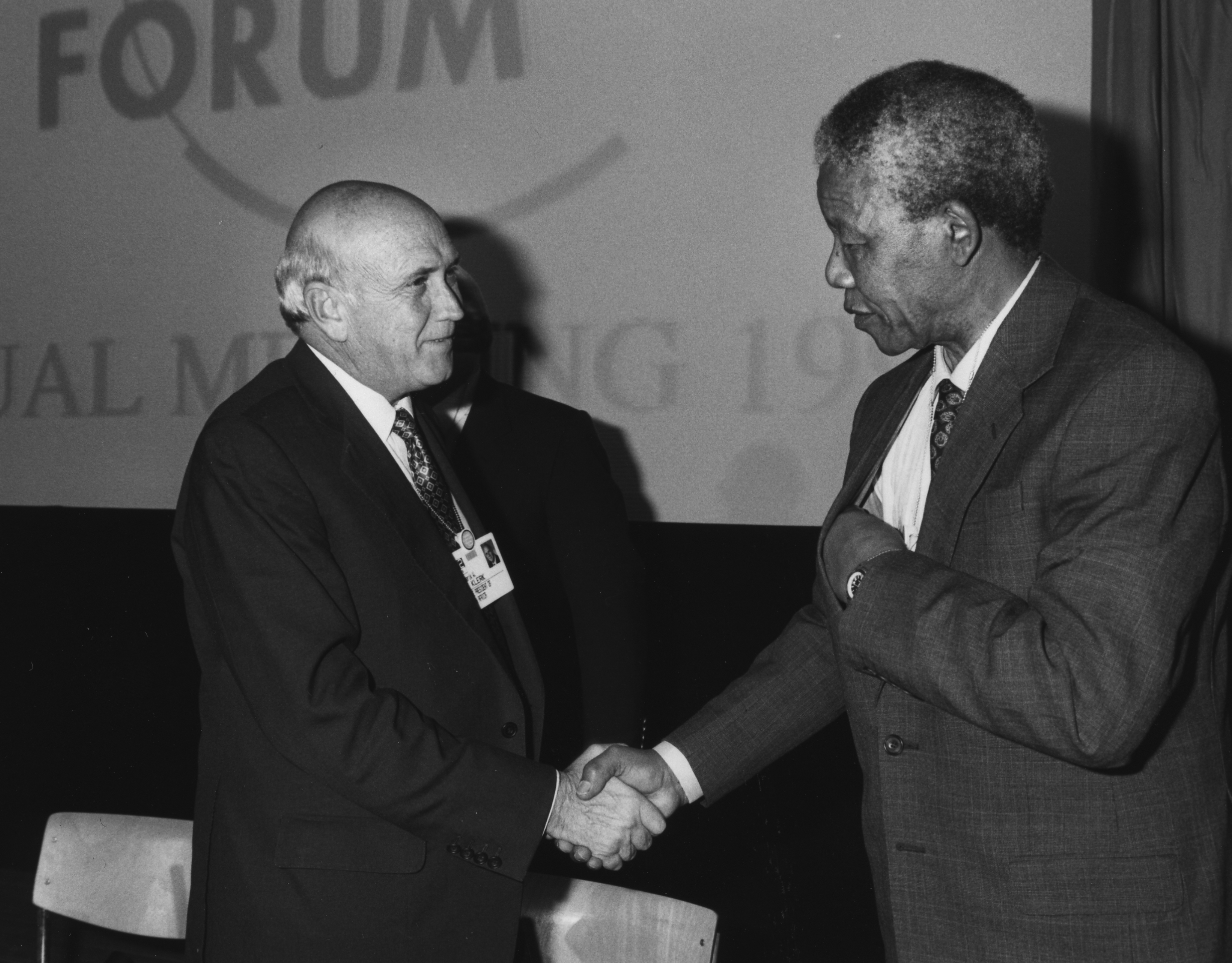
Frederik Willem de Klerk i Nelson Mandela al Fòrum econòmic mundial de Davos, 1992

El 2 de febrer de 1990, F.W. de Klerk promulgà l'aixecament de la prohibició de l'ANC i d'altres organitzacions antiapartheid, i anuncià l'alliberament immediat i sense condició de Nelson Mandela. Nelson Mandela va ser alliberat l'11 de febrer de 1990 i l'esdeveniment va ser retransmès en directe al món sencer.
El dia del seu alliberament, Nelson Mandela va fer un discurs adreçat a la nació des de l'ajuntament de Ciutat del Cap. Hi declarà el seu compromís per a la pau i la reconciliació amb la minoria blanca del país, però anuncià clarament que la lluita armada de l'ANC no s'havia acabat:
| « | El nostre recurs a la lluita armada el 1960 amb la formació de la branca militar de l'ANC va ser una acció purament defensiva contra la violència de l'apartheid. Els factors que van obligar a la lluita armada encara existeixen avui. No tenim altra opció que continuar. Esperem que hi haurà aviat un clima propici per a una solució negociada, el que farà innecessària la lluita armada. | » |

Mandela va dir també que el seu objectiu principal era donar la pau a la majoria negra i donar-li el dret de vot tant a les eleccions nacionals com locals. Anuncià igualment a la multitud: «Sóc aquí davant vostre no com un profeta sinó com un humil servidor del poble». El 26 de febrer de 1990, demanà als seus partidaris: «Llanceu al mar els vostres fusells, els vostres ganivets i els vostres matxets», per tal de pacificar les relacions entre l'ANC i el govern però també la rivalitat entre l'ANC i l'Inkhata zulu que havia fet nombroses víctimes. El 6 d'agost, Mandela confirmà els acords amb De Klerk, i l'ANC proclamà la fi de la lluita armada. El 30 de juny de 1991, el parlament votà la supressió de les últimes lleis fonamentals de l'apartheid encara en vigor com eren la llei sobre la classificació racial i la relativa a l'hàbitat separat.
El 1991, l'ANC celebrà la seva primera conferència nacional des de la seva legalització i Nelson Mandela va ser elegit president de l'organització. El seu vell amic Oliver Tambo, que havia dirigit l'ANC a l'exili durant la captivitat de Mandela, fou nomenat secretari nacional. Nelson Mandela va portar el partit a les negociacions sobre el desmantellament de l'apartheid a Sud-àfrica entre 1990 i 1994. Les negociacions varen ser de vegades tèbies, com quan el 1991 Mandela qualificà De Klerk de «dirigent d'un règim il·legítim, desacreditat i minoritari». Nelson Mandela proposà passar el dret de vot als 14 anys, proposta de la qual va ser acusat pels seus col·legues i de la que més tard comentaria «un greu error de judici».

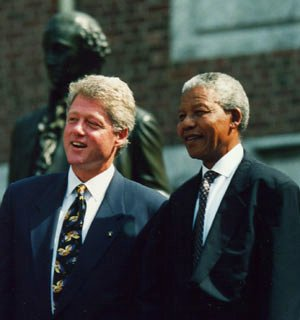
El president americà Bill Clinton i Nelson Mandela a Filadèlfia, (Estats Units), el 4 de juliol de 1993

A començaments de 1992, les eleccions legislatives parcials van ser un desastre per al Partit Nacional en benefici del candidat del Partit Conservador oposat al final de l'apartheid. El president De Klerk, que havia fet d'aquesta elecció una aposta nacional organitzà llavors, el 17 de març de 1992, un últim referèndum amb els electors blancs als quals sol·licità el seu suport. Mandela intervingué per donar suport a De Klerk i calmar les tensions i impaciències dels militants de l'ANC. De Klerk obtingué sense ambigüitat el suport del conjunt de la comunitat blanca amb 68,7% de vots favorables al sí. En el moment del seu discurs de victòria davant el parlament de Ciutat del Cap, declarà que els electors blancs havien «decidit tancar definitivament el llibre de l'apartheid».
Les converses s'aturaren en resposta a la Massacre de Boipatong el juny de 1992 on Mandela trencà les negociacions acusant el govern de De Klerk de complicitat d'aquestes matances. Les negociacions es reprengueren tanmateix el juny de 1992 després de la Massacre de Bisho, quan les amenaces de confrontacions sagnants posaren de manifest que les negociacions eren l'única sortida.
Els avenços de Nelson Mandela i del president Frederik de Klerk van ser reconeguts mundialment quan reberen conjuntament el Premi Nobel de la Pau el 1993, pel seu treball per la fi pacífica del règim de l'apartheid, i per posar els fonaments per a una nova Sud-àfrica democràtica. En el moment de la cerimònia de recepció del premi, Nelson Mandela reté homenatge a Frederik De Klerk «que ha tingut el valor d'admetre que un mal terrible s'havia fet al nostre país i al nostre poble amb la imposició del sistema d'apartheid». Demanà igualment al govern birmà l'alliberament de Aung San Suu Kyi, premi Nobel de la Pau, comparant aquesta lluita amb la seva pròpia.
Quan Chris Hani, un dels dirigents del MK i del Partit Comunista de Sud-àfrica, va ser assassinat el 10 d'abril de 1993 per Janus Walusz, un extremista blanc, amb la complicitat de Clive Derby-Lewis, diputat conservador de Krugersdorp, hi hagué temors que el país de nou se submergís en la violència. Nelson Mandela va llançar una crida a la calma al país en un discurs considerat com a presidencial encara que no hagués estat encara escollit:
| « | M'adreço aquest vespre a tots els sud-africans, negres i blancs, des del fons del meu ésser. Un home blanc, ple de prejudicis i d'odi, ha vingut al nostre país i ha complert una acció tan innoble que tota la nostra nació se situa a la vora del precipici. Una dona blanca d'origen afrikaner ha arriscat la seva vida perquè puguem reconèixer i portar a la justícia aquest assassí. L'homicidi a sang freda de Chris Hani ha creat un xoc a tot el país i al món... Ara és el moment per a tots els sud-africans d'unir-se contra aquells, de qualsevol camp, que esperen destruir allò per què Chris Hani ha donat la seva vida: la llibertat per a cadascun de nosaltres. | » |

Encara que es produïren alguns aixecaments després de l'assassinat, els negociadors aconseguiren un acord per fixar les primeres eleccions nacionals no racials del país pel 27 d'abril de 1994, coincidint amb l'expiració normal del mandat presidencial de De Klerk, exactament un any després de l'homicidi de Chris Hani.

### President de Sud-àfrica

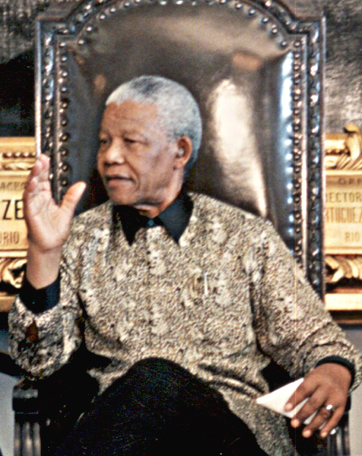
El president Nelson Mandela a Brasília (Brasil), juliol de 1998

De resultes de les primeres eleccions generals multiracials del 27 d'abril de 1994 guanyades àmpliament per l'ANC (62,6% dels vots), Nelson Mandela va ser escollit President de Sud-àfrica. En un moment del discurs del 2 de maig pronuncià el «free at last - finalment lliure» de Martin Luther King. Nelson Mandela prestà jurament als Union Buildings de Pretòria el 10 de maig de 1994 davant una gran part dels responsables polítics internacionals, d'Al Gore a Fidel Castro. Presidí el primer govern no racial del país, en aquest cas un govern d'unitat nacional entre l'ANC, el Partit Nacional i el partit zulu Inkatha Freedom Party. Els seus dos vicepresidents foren Thabo Mbeki (ANC) i Frederik de Klerk (NP). En el seu discurs d'investidura, Mandela celebrava la fi de l'apartheid del qual «ha de néixer una societat de la qual tota la humanitat n'estarà orgullosa», la tornada de Sud-àfrica a la comunitat internacional i l'amor comú del país i la igualtat racial seran els fonaments de la nova «nació multicolor en pau amb ella mateixa i amb el món». Va evocar els desafiaments del seu mandat que eren la lluita contra la pobresa, les discriminacions i «que no hi ha camí fàcil de la llibertat». La data del 27 d'abril es declarà dia de festa a Sud-àfrica, el Dia de la Llibertat.

#### Comissió de la veritat i de la reconciliació
Conforme a les negociacions del període de transició, es va crear una comissió de la veritat i de la reconciliació, presidida per l'arquebisbe anglicà i premi Nobel de la Pau Desmond Tutu, per recollir el relat de les atrocitats i els crims comesos sota l'apartheid pel govern, les forces de seguretat i també pels moviments d'alliberament com l'ANC. Segons Desmond Tutu «sense perdó no hi ha futur, però sense confessions no hi pot haver perdó». La comissió va recollir nombrosos relats sobre actes violents i injustícies comeses pels dos bàndols i oferí una catarsi a les persones i comunitats víctimes dels esdeveniments passats. Es tractava de confrontar el passat per tal de girar una pàgina històrica dolorosa, de permetre exposar la veritat i confessar-se als culpables, al mateix temps que s'oferia una amnistia als confessos. En absència de confessió o no compareixença davant la comissió, s'iniciaven persecucions judicials si les autoritats aconseguien reunir suficients proves.
Mentre que policies, soldats o mers ciutadans confessaven els seus crims, pocs responsables d'alt nivell compareixien davant la comissió. Per exemple, l'antic ministre de la llei i de l'ordre Adriaan Vlok acceptà de comparèixer i de penedir-se, l'antic president Botha i el vicepresident Thabo Mbeki ho varen rebutjar. Nelson Mandela admetria més tard que en la seva lluita contra l'apartheid, l'ANC també havia violat els drets humans, i criticà aquells del seu propi partit que intentaren suprimir parts dels informes de la comissió que tractaven aquest punt. El procés de la Comissió de la veritat i reconciliació a vegades va deixar un gust amarg per a les 20.000 víctimes de l'apartheid que varen testimoniar, veient com criminals com Wouter Basson, anomenat «Doctor mort», sortien absolts, i que passaven anys en fer-se efectives les indemnitzacions.
La comissió de la veritat i reconciliació i el mètode Mandela de «diàleg sense exclusió» feren escola a l'Àfrica.

#### Reconciliació nacional
Predicant la reconciliació nacional, va anar a Orania per trobar la vídua d'Hendrik Verwoerd i organitzà una sessió de te a Pretòria reunint les esposes dels antics primers ministres i presidents del país amb les esposes dels antics presoners de Robben Island.
Mandela demanà els sud-africans negres d'animar l'equip de rugby dels Springboks per la Copa del Món de Rugbi de 1995 que tingué lloc al país. Després de la victòria, Mandela lliurà el trofeu al capità de l'equip François Pienaar, un afrikaner. Mandela portava la samarreta amb el número de Pienaar, i l'esdeveniment va ser vist com un gran pas en la reconciliació entre negres i blancs de Sud-àfrica. Internacionalment, Mandela retornà una legitimitat a Sud-àfrica com a model en matèria de reconciliació nacional.
Es van aixecar crítiques per la seva política de perdó i de reconciliació envers els blancs sud-africans: el seu suport dels Springboks a penes va estar acceptat per alguns dels seus partidaris negres, i aquests no van acceptar la seva visita al poble afrikaner ultraconservador d'Orania on els negres no són admesos, per visitar la vídua del creador de les lleis més injustes de l'appartheid. Els afrikaners d'aquest poble veien en la reconciliació una manera d'eliminar la cultura dels boers.
Per a Mandela, cap altra política no era possible sobretot perquè els generals i l'extrema dreta blanca podien fer descarrilar tot el procés de pacificació, sobretot les Eleccions sud-africanes de 1994. La seva política mai no ha estat qüestionada per l'ANC.

#### Reconstrucció econòmica

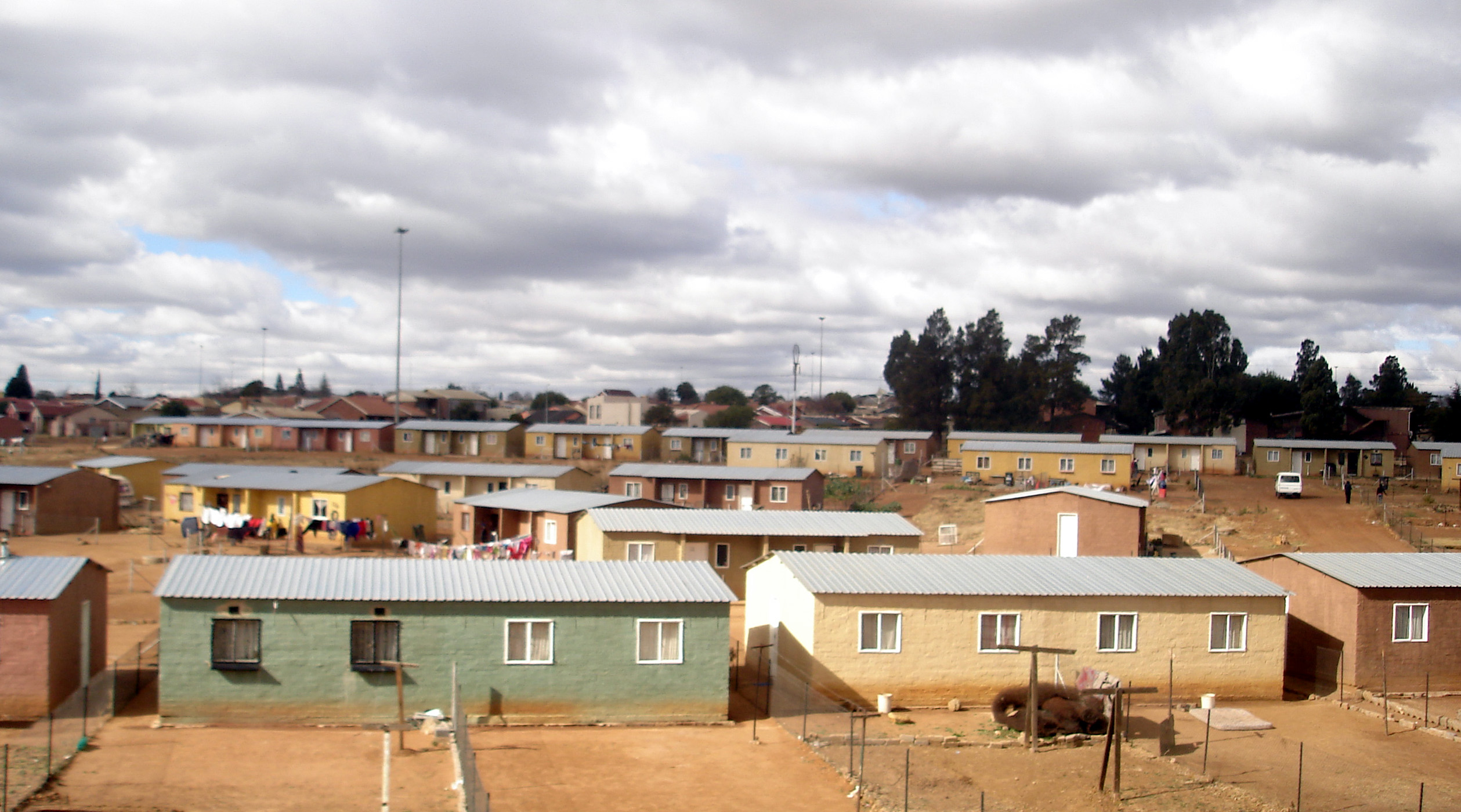
Cases construïdes pel programa de reconstrucció i de desenvolupament (RDP) a Soweto

Nelson Mandela es dedica en principi a la reconciliació i a la creació d'una nova identitat nacional sud-africana, deixant l'economia a un ministre i un governador del banc central blancs, abans de donar-la a Thabo Mbeki. El govern d'unió nacional començà, des de 1994, el programa de reconstrucció i desenvolupament (RDP) per combatre les conseqüències socioeconòmiques de l'apartheid, com la pobresa i la gran manca de serveis socials, uns problemes que requerien, segons el govern, un entorn macroeconòmic més fort.
L'amplitud del programa és comparada a la del New Deal establert pel govern americà en el moment de la Gran Depressió i va estar sostingut per tots els partits polítics.
Entre 1994 i el començament 2001, segons el govern sud-africà, van ser construïdes més d'1,1 milions de cases de baix cost podent beneficiar-se de l'ajuda governamental, acollint 5 milions de sud-africans dels 12,5 milions "mal allotjats" existents. Entre 1994 i el 2000, 4,9 milions de persones, la majoria dels habitants dels antics Bantustans, es varen beneficiar d'un accés a l'aigua potable i 1,75 milions de llars es varen connectar a la xarxa elèctrica, la proporció de llars rurals amb electricitat va passar de 12 a 42%. El 1999, 39.000 famílies què s'havien beneficiat de la reforma agrària es repartiren 3.550 km². Segons el govern, en quatre anys 250.000 persones havien rebut terres. D'abril de 1994 a 1998, cinc-centes noves clíniques donaren accés a cures a cinc milions de persones i un programa de vacunació contra la poliomielitis-hepatitis que començà el 1998 i immunitzà 8 milions de nens en dos anys. Un programa d'ocupació en treballs públics per a la construcció de carreteres, clavegueres o dipòsits donà treball a 250.000 persones en 5 anys. El RDP va ser tanmateix criticat per la feble qualitat de les cases construïdes, de les quals un 30% no respectaven les normes. El proveïment de l'aigua depenia molt dels rius i de les preses i la gratuïtat per als rurals pobres resultava costosa. Amb prou feines l'1% de les terres considerades per la reforma agrària ha estat efectivament distribuïda i el sistema de salut és impotent per a combatre l'epidèmia de sida que va fer rebaixar l'esperança de vida mitjana dels sud-africans de 64,1 a 53,2 anys de 1995 a 1998.
L'ala esquerra marxista de l'ANC des de 1994 va posar en qüestió les decisions econòmiques preses pel Govern Mandela per tranquil·litzar els interessos econòmics nacionals i estrangers. Tot canvi econòmic i social radical havia estat així descartat conforme a les negociacions constitucionals. Els partidaris de les nacionalitzacions i de les redistribucions de la riquesa estaven decebuts. També se li va retreure de no haver invertit massivament en un programa de treballs públics per transformar l'economia durant la seva presidència, per por de semblar comunista, i d'haver optat al seu lloc per un pla de construcció d'allotjaments finançat per bancs privats sud-africans. Aquests, no tenint ideal social, no havien concedit finançaments a prestataris negres i pobres.

#### Política interior i internacional
El 1995, la constitució transitòria, elaborada durant les negociacions per posar fi a l'apartheid, fou reemplaçada per una nova constitució, adoptada al parlament per la quasi unanimitat dels diputats de l'ANC i del Partit Nacional. El juny de 1996, aquest últim deixà el govern poc després de la seva adopció. Les lleis establiren la discriminació positiva per afavorir la integració econòmica dels negres.
Nelson Mandela acceptà ser el mediador de diverses negociacions de pau, sobretot a l'Âfrica dels grans llacs. El 1997, Mandela deixà la presidència de l'ANC, que escull a Thabo Mbeki. La pena de mort va ser abolida aquell mateix any.
En la primera operació militar postapartheid, Mandela ordenà a les tropes sud-africanes intervenir a Lesotho el setembre de 1998 per protegir el govern del primer ministre Pakalitha Mosisili.

El president Mandela intervingué igualment per arreglar el procés dels dos libis acusats pels Estats Units i el Regne Unit de l'Atemptat de Lockerbie que havia fet 270 víctimes el 1991. Des de 1992, Mandela proposà de manera informal al president George H.W. Bush de jutjar els libis en un tercer país. Bush acceptà la proposició, així com el president francès François Mitterrand i el rei Joan Carles I d'Espanya. El novembre de 1994, sis mesos després de la seva elecció, Mandela proposà que Sud-àfrica fos el país que allotgés el procés, però el primer ministre britànic John Major rebutjà la idea, dient que el seu govern no tenia confiança en un tribunal suprem estranger. Mandela renovà la seva oferta tres anys més tard a Tony Blair el 1997. El mateix any, a la conferència dels responsables dels caps de govern de la Commonwealth a Edimburg, Mandela adverteix que 
| « | cap nació ha de ser al mateix temps pledejador, fiscal i jutge. | » |

Es va trobar un compromís per fer un procés als Països Baixos i el president Mandela començà les negociacions amb el coronel Gaddafi per al trasllat dels dos acusats Megrahi i Fhimah l'abril de 1999. El 31 de gener de 2001, Fhimah va ser absolt però Megrahi fou jutjat culpable i condemnat a 27 anys de presó. Nelson Mandela el visità el juny de 2002 i denuncià les seves condicions d'empresonament en aïllament total. Megrahi és llavors traslladat a una altra presó i ja no tornaria a ser empresonament en aïllament.

#### Lluita contra la SIDA
El jutge Edwin Cameron va criticar Nelson Mandela per la poca eficàcia de la política del seu govern en la lluita contra la sida. Mandela admeté després del seu mandat que podia haver faltat al seu deure envers el seu país no aportant més atenció a l'epidèmia de la sida. Durant el seu mandat, el percentatge de dones embarassades seropositives es va triplicar, passant de 7,6 a 22,8%, i el nombre de morts considerats anualment superà la barrera dels 100.000 el 1999.

#### Altres esdeveniments de la presidència
Nelson Mandela és afectuosament anomenat Madiba pels sud-africans, el seu nom del clan Xhosa. Després d'haver estat elegit president, un dels trets personals de Mandela va ser la utilització de camises en Bàtik, conegudes sota el nom de «camisa Madiba», fins i tot en el moment d'esdeveniments oficials, la qual cosa va influenciar la moda del país.
Nelson Mandela publicà la seva autobiografia Un llarg camí cap a la llibertat el 1995 i on narra la seva infantesa, el seu compromís polític, els seus llargs anys de presó i el seu accés al poder.

### Després de la presidència
Tal com s'hi havia compromès al moment de la seva elecció, Nelson Mandela, qui havia estat president electe amb 77 anys, no va optar a ser candidat a un segon mandat el 1999. Deixà llavors la vida política, deixant la presidència de la República a Thabo Mbeki. La seva jubilació no és tanmateix inactiva, participa en nombroses obres benèfiques i té sempre una forta influència nacional i internacional, prenent posició sobre nombrosos assumptes.

#### Salut i retirada progressiva
El juliol de 2001, Nelson Mandela va ser tractat amb radioteràpia durant 7 setmanes per a un càncer de pròstata
Amb 85 anys, el juny de 2004, Mandela anuncià que es retirava de la vida pública. La seva salut empitjorava i volia passar més temps amb la seva família. Manifestà que no volia amagar-se del públic, però que s'estimava més mantenir-se en un segon pla. A mesura que els anys passen, Nelson Mandela pren cada cop menys posició sobre els problemes internacionals i nacionals
El 90è aniversari de Nelson Mandela, el 18 de juliol de 2008, va ser celebrat a tot el país amb un concert homenatge a Hyde Park en el marc de la sèrie de concerts 46664, el nom del qual ve del número de presoner de Mandela. En el seu discurs d'aniversari, Mandela demanà a les persones riques que ajudessin els pobres del món sencer.

#### Organitzacions benèfiques i lluita contra la sida
Per continuar lluitant per als valors que més li importen, fundà un fons d'ajuda a la infantesa el 1994 i la Fundació Nelson Mandela el 1999 per afavorir l'educació, el deure de la memòria, i una de les seves prioritats, la lluita contra la sida. La fundació és finançada en part per una sèrie de concerts internacionals, els concerts 46664.
Nelson Mandela entrà en conflicte obert amb el seu successor Thabo Mbeki a propòsit de la sida, retraient-li, el 2002, de «continuar discutint mentre que la gent mor», quan Mbeki posa en qüestió la relació entre el virus de la immunodeficiència humana (VIH) i la sida. Participà en diverses conferències internacionals contra la sida i es pronuncià diverses vegades en contra de la malaltia, sobretot en el moment de la mort del seu fill el 6 de gener de 2005, víctima de la sida. Segons l'Índex de Desenvolupament Humà del Programa de les Nacions Unides per al Desenvolupament, Sud-àfrica ha reculat 35 llocs en la classificació mundial entre 1990 i 2005, principalment a causa de l'epidèmia de sida.
Mandela esdevé el portaveu de nombroses organitzacions d'ajuda social o de defensa dels drets humans. Sosté el moviment internacional Make Poverty History del qual forma part el Camp one El torneig de golf de caritat Nelson Mandela, sostingut per Gary Player, ha portat més de 20 milions de rands per a l'ajuda a la infantesa des de la seva creació el 2000. Mandela dona suport igualment a les Aldees Infantils SOS, l'organització més gran del món dedicada a l'educació dels nens orfes o abandonats

#### Consell delsGlobal Elders
El 18 de juliol de 2007, a iniciativa del multimilionari Richard Branson i del músic Peter Gabriel, Nelson Mandela, Graça Machel i Desmond Tutu convoquen a Johannesburg una assemblea de dirigents influents del món sencer que volen contribuir, amb l'ajuda de la seva experiència i de la seva saviesa, a resoldre els problemes més importants del planeta. Nelson Mandela anuncia la formació d'aquest consell dels Global Elders (els antics, o savis, universals) en un discurs en el moment del seu 89è aniversari. Desmond Tutu era el president del consell i comptava entre els seus membres fundadors amb Kofi Annan, Ela Bhatt, Gro Harlem Brundtland, Jimmy Carter, Li Zhaoxing, Mary Robinson i Muhammad Yunus.
Mandela explicà que «aquest grup pot parlar lliurement i amb audàcia, treballant tant de forma pública com de manera oficiosa sobre tota mena de mesures que han de ser preses. Treballarem junts per sostenir el valor allà on hi ha la por, per fomentar la negociació allà on hi ha el conflicte, i donar l'esperança allà on regna la desesperació».

#### Política internacional

##### Mediador per a la pau a Burundi
Nelson Mandela va fer de mediador a Burundi el febrer 2000, on reemplaçà el president tanzanià Julius Nyerere mort poc abans i que havia començat la negociació el 1998. La guerra civil i el genocidi a Burundi havien fet desenes de milers de morts i centenars de milers de refugiats. Els acords de pau es varen signar l'agost de 2000, però Mandela es negà llavors a ser mediador a Kosovo i a la República Democràtica del Congo posant per davant la seva elevada edat de cara al pes de negociacions extremadament fatigants.

##### Oposició a la guerra a l'Iraq i a George W. Bush
El novembre 2001, Nelson Mandela havia presentat el seu condol en resposta als atemptats de l'11 de setembre i va donar suport a les Operacions a l'Afganistan. El juliol 2002, el president Bush l'havia condecorat amb la Medalla Presidencial de la Llibertat, definint-lo com "l'estadista més respectat del nostre temps". Però el 2002 i 2003, Mandela va criticar la política internacional del president americà George W. Bush en diversos discursos. El gener 2003, en el moment d'un discurs a l'Internacional Women's Forum, Mandela s'oposà fermament a l'atac dels Estats Units i dels seus aliats contra l'Iraq, posant en marxa la guerra del mateix nom sense l'aval de les Nacions Unides. Acusà el president George W. Bush de voler "sumir al món en l'Holocaust, acusant-lo d'arrogància i de manca de visió i d'intel·ligència.
Pensà que aquesta acció disminuiria la influència de les Nacions Unides, subratllant que ell fins i tot hauria sostingut una acció contra l'Iraq si allò hagués estat demanat per les Nacions Unides, i donà suport al poble americà a manifestar-se contra la guerra i els països dotats d'un dret de vet en el consell de seguretat a utilitzar-lo. Nelson Mandela acusà Bush d'anar a l'Iraq només pel petroli, i insinuà que les actituds de Georges W. Bush i de Tony Blair, llavors primer ministre britànic, negligint les recomanacions del secretari general Kofi Annan foren motivades pel racisme, i atacà els Estats Units sobre el seu passat de violacions dels drets humans i per als bombardeigs atòmics d'Hiroshima i Nagasaki en el moment de la segona guerra mundial
| « | Si hi ha un país al món que ha comès atrocitats indescriptibles, és els Estats Units. No els importa. | » |

Acusà també Bush «de ser un president que no és capaç de pensar de manera coherent i que submergirà el món a l'holocaust». El 2007 Georges W. Bush explicava en to de broma que el caos de la situació iraquiana, ben mirat, era degut al fet que Saddam Hussein havia impedit l'emergència d'un líder unificador com Mandela dient que «Nelson Mandela és mort perquè Saddam Hussein ha matat tots els Mandelas», el que va fer creure a molts oients que Mandela era efectivament mort. La fundació Nelson Mandela va haver de desmentir-ho oficialment.

##### Suport a Palestina
Al llarg de la trajectòria de lluita contra l'apartheid, el CNA i Mandela mantingueren estrets vincles amb l'Organització d'Alliberament de Palestina i Iàssir Arafat, en tant que representants de moviments d'alliberament nacional i anti-colonial, i s'oposoà a l'ocupació Israeliana. Després de la fi de l'apartheid, i malgrat les grans pressions dels EUA i altres estats occidentals per trencar els seus vincles, Mandela insistí en el seu suport a la causa palestina i l'OAP. Mandela denuncià l'ocupació israeliana de Gaza, Cisjordània, Jerusalem Est i els Alts del Golan a Síria.
"Ens identifiquem amb l'OAP perquè igual que nosaltres lluiten pel dret a l'autodeterminació".

"Arafat és un company d'armes i el tractem com a tal"
En un discurs de 1997 celebrat el Dia Internacional de Solidaritat amb el Poble Palestí, Mandela va reafirmar el seu suport als drets palestins.
"Sabem prou bé que la nostra llibertat és incompleta sense la llibertat dels palestins".
El 1999 va fer una gira per l’Orient Mitjà visitant Palestina. A Gaza va identificar de prop la lluita sud-africana per la llibertat amb la lluita palestina: "Les històries dels nostres dos pobles, Palestina i Sud-àfrica, corresponen de formes tan doloroses i punyents, que em sento intensament com a casa entre compatriotes" i reivindicà els "vincles fraterns i estables entre els nostres moviments d’alliberament".

##### Zimbabwe i Robert Mugabe
El 2000, Nelson Mandela criticà el president de Zimbabwe, Robert Mugabe. Mugabe presidia des de feia 20 anys els destins de l'antiga colònia britànica de Rhodèsia del Sud. Havia estat molt criticat internacionalment per a la seva política repressiva, el seu nepotisme i la seva administració incompetent responsable de l'esfondrament econòmic del país.
Mandela li retragué que s'agafés al poder després de 20 anys de mandat i afavorís el recurs a la violència contra els grangers blancs, propietaris de la major part de les terres comercials del país. El 2007, Mandela intentà persuadir Mugabe de deixar el poder «abans que sigui tard», «amb un mínim de dignitat», abans de ser «perseguit com l'antic dictador Pinochet». Mirà d'implicar els Global Elders amb Kofi Annan com a mediador però Mugabe no donà cap resposta a aquests acostaments. El juny de 2008, en el moment culminant de la crisi de les eleccions presidencials zimbabweneses, Nelson Mandela condemnà «la tràgica manca de lideratge» a Zimbabwe.

#### Comercialització de la seva imatge i litigi jurídic
Nelson Mandela és també objecte d'una comercialització de la seva imatge que va des de la venda de samarretes a la seva efígie, o els més de 500 llibres publicats sobre la seva figura, però també d'objectes lligats a les seves fundacions contra la pobresa i la sida, que certs sud-africans consideren com un excés de consum o una iconització com la del Che Guevara. Mandela ha demanat que la seva cara sigui treta de tots els productes posats en venda per la seva fundació.
El maig 2005, Nelson Mandela demanà a Ismail Ayob, el seu reconegut amic des de feia 30 anys, de parar de vendre litografies realitzades i signades per Mandela i de comptabilitzar el producte de les vendes. El conflicte portà a persecucions judicials de part de Mandela. Ayob clamà la seva innocència però el conflicte es reprengué el 2007 quan Ayob prometé davant la justícia de pagar 700.000 rands al fons d'inversió de Mandela, que havia transferit sense autorització a un fons per als fills i nets de Mandela, i li demanà excuses públiques.

#### Altres esdeveniments
En una carta a Edward Zwick, el realitzador de la pel·lícula Diamant de sang, Nelson Mandela expressà el seu temor que el públic fes l'amalgama entre els diamants de conflictes denunciats per la pel·lícula, explotats en temps de guerra i en detriment de les poblacions, i els diamants legalment extrets de les mines de Sud-àfrica, i que allò penalitzés les explotacions mineres del país. La revista americana The New Republic pensà al contrari que aquesta carta afavoria els productors de diamants de conflictes, i que el pas de Mandela era motivat per l'interès nacional i la seva amistat amb l'ancià director De Beers.
Fins a l'1 de juliol de 2008, Nelson Mandela així com diversos altres responsables polítics de l'ANC no podien entrar als Estats Units sense visats especials, ja que l'ANC formava part de la llista de les organitzacions considerades com a terroristes pel govern americà. Aquesta situació es remuntava a dècades de violència viscuda pel país durant la lluita de l'organització - llavors considerada comunista - contra el règim de l'apartheid en el context de la guerra freda, encara que els EUA tenien bones relacions amb l'ANC, el partit governant a Sud-àfrica durant 15 anys, i amb Nelson Mandela, guanyador del Nobel de la Pau.

#### Darrers anys
Al febrer de 2011, va ser hospitalitzat durant uns dies amb una infecció respiratòria, un fet que va causar l'atenció internacional. Va tornar a ser hospitalitzat per una infecció pulmonar i li varen extirpar la vesícula biliar el desembre de 2012. Després d'un tractament mèdic amb èxit a principis de març de 2013, la infecció pulmonar va tornar a repetir-se i va ser hospitalitzat breument a Pretòria. El 8 de juny de 2013, la infecció pulmonar va empitjorar i va ser reingressat, en estat greu, a Pretòria. El 12 de juny, cinc dies després d'ingressar, el president del país Jacob Zuma assegurà que l'estat de salut del mandatari estava millorant gràcies al tractament mèdic que rebia. Això no obstant, setze dies després, la salut del mandatari anti-aparheid empitjorà de nou la nit del 24 de juny, deixant-lo en estat crític, tal com asseguraren els metges en un comunicat oficial. En una entrevista a la seva filla gran, Makaziwe Mandela, assegurà que continuava rebent medicació i esperava que, un cop la deixés, la transició fos suau. Quasi tres mesos després, l'1 de setembre, abandonà l'hospital per tornar a casa seva tot i estar en «estat crític però estable», tal com assenyalà el comunicat Arxivat 2013-09-04 a Wayback Machine. de la presidència sud-africana.

#### Mort
Mandela va morir d'una infecció pulmonar, el 5 de desembre de 2013 a la seva casa de Houghton, Johannesburg, envoltat de la seva família. Tenia 95 anys. La seva mort va ser anunciada pel president Jacob Zuma. El 6 de desembre Zuma va anunciar un període de dol nacional de deu dies, amb un servei oficial commemoratiu a l'Estadi FNB de Johannesburg el 10 desembre de 2013.

## El pensament de Nelson Mandela

### Nacionalisme africà i socialisme
Mandela s'identificà tant com a nacionalista africà, una posició ideològica que va mantenir des que es va unir al Congrés Nacional Africà, així com a socialista. Va ser un polític pràctic, amb una gran capacitat de lideratge i direcció política, més que un erudit intel·lectual o teòric polític.
Mandela va defensar l'establiment definitiu d'una societat sense classes, Es declarà "obertament oposat al capitalisme, la propietat privada de la terra i el poder dels grans diners". Mandela fou indubtablement influït pel marxisme, i durant el seu període com a dirigent del CNA va defensar el socialisme científic. Tot i això, va negar ser comunista en el Procés de Rivonia i va mantenir aquesta postura tant en parlar més tard amb periodistes com en la seva autobiografia. Els historiadors tenen diferents visions sobre el fet concret, i es van trobar evidències que Mandela havia estat membre actiu del partit comunista sud-africà a finals dels anys cinquanta i principis dels seixanta, cosa que va ser confirmada després de la seva mort pel CNA i el SACP, aquest últim afirmant que ell no només era membre del partit, sinó que també va formar part del seu comitè central durant un període. La seva pertinença havia estat amagada pel CNA, conscient que el coneixement de l'antiga participació de SACP de Mandela podria haver estat perjudicial per als seus intents d'atraure suport dels països occidentals. En tot cas, el socialisme o comunisme de Mandela passava per una visió i enfocament pragmàtic: democràtic, anti-racista i anti-colonial.
La Carta de la Llibertat de 1955, l'històric document programàtic del Congrés Nacional Africà, que Mandela havia ajudat a redactar, exigia la nacionalització de bancs, mines d'or i terres, per garantir una distribució igualitària de la riquesa. Malgrat aquestes creences, i en el context del final de la guerra freda i la caiguda del bloc de l'Est, després de la fi de l'Apartheid el govern de Mandela va iniciar un programa de privatització durant la seva presidència d'acord amb les tendències d'altres països de l'època. Segons la seva biografia autoritzada Mandela hauria preferit desenvolupar una economia socialista o almenys socialdemòcrata a Sud-àfrica, que posés remei a les desigualtats econòmiques que no acabaren amb el règim de l'Apartheid, però que això no era factible a causa de la situació política i econòmica internacional de principis dels anys noranta del segle xx. Aquesta decisió va estar en part influïda per la caiguda dels estats socialistes a la Unió Soviètica i el Bloc Oriental durant els primers anys dels noranta.

### Inspiracions: de la resistència no violenta a la lluita armada

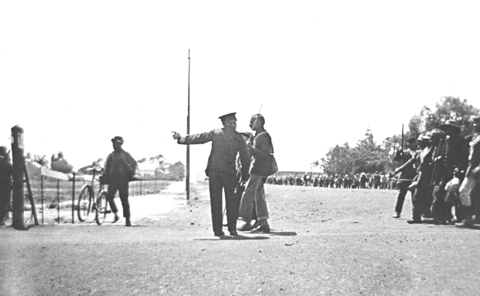
Els mètodes no-violents de Gandhi havien inspirat Nelson Mandela (cara a cara d'un policia i de Gandhi mentre que porta la vaga dels miners indis a Sud-àfrica, 1913)

Mandela, que s'havia adherit des del seu primer any d'universitat a la doctrina de no-violència de Gandhi, continuà retent-li homenatge durant anys i tornant el 1990 a Nova Delhi, el gener de 2007 per al centenari de la introducció de la satyagraha a Sud-àfrica.
Nelson Mandela, en un assaig sobre Gandhi, explica la influència del pensament gandinià i la seva influència sobre la seva política a l'Àfrica del sud: 
| « | Ell busca un ordre econòmic, una alternativa al capitalisme i al comunisme, i ho troba en la sarvodaya basada en la no-violència (ahimsa). Rebutja la supervivència del més apte de Darwin, el laissez-faire d'Adam Smith i la tesi de Karl Marx de l'antagonisme natural entre el capital i el treball, i es concentra en la interdependència entre els dos. Creu en la capacitat humana de canviar i utilitza la satyagraha contra l'opressor, no per destruir-lo, sinó per transformar-lo, per tal que acabi la seva opressió i s'uneixi a l'oprimit en la recerca de la veritat. Nosaltres, a Sud-àfrica, hem establert la nostra nova democràcia de manera relativament pacífica sobre la base d'aquests pensaments, tant si hem estat influenciats o no directament per Gandhi | » |

Per a l'escriptor sud-africà André Brink, que s'ha trobat diverses vegades amb Mandela, la no-violència d'aquest és més un principi que una ideologia. Mandela afirma en la seva autobiografia que la no-violència és una estratègia, una decisió pragmàtica després de la revisió de les diferents opcions.
L'absència de resultats de la lluita no-violenta i la massacre de Sharpeville varen fer passar Mandela a la lluita armada, després d'haver intentat seguir l'estratègia gandhiana tant de temps com va poder. Executà inicialment una campanya de sabotatge i, per si amb aquesta mesura no n'hi hagués hagut prou, planificà una guerrilla com a últim recurs. L'èxit de la revolució cubana i les obres del Che Guevara que va llegir l'inspiraren i admirà el personatge. El 1991 en el moment d'una visita a l'Havana, Mandela digué que«Les proeses de Che Guevara al nostre continent eren de tal amplitud que cap presó o censura no ens les podia amagar. La vida del Che és una inspiració per a tots els éssers humans a qui agrada la llibertat. Honorarem sempre la seva memòria.».

### El poder del diàleg i de la reconciliació

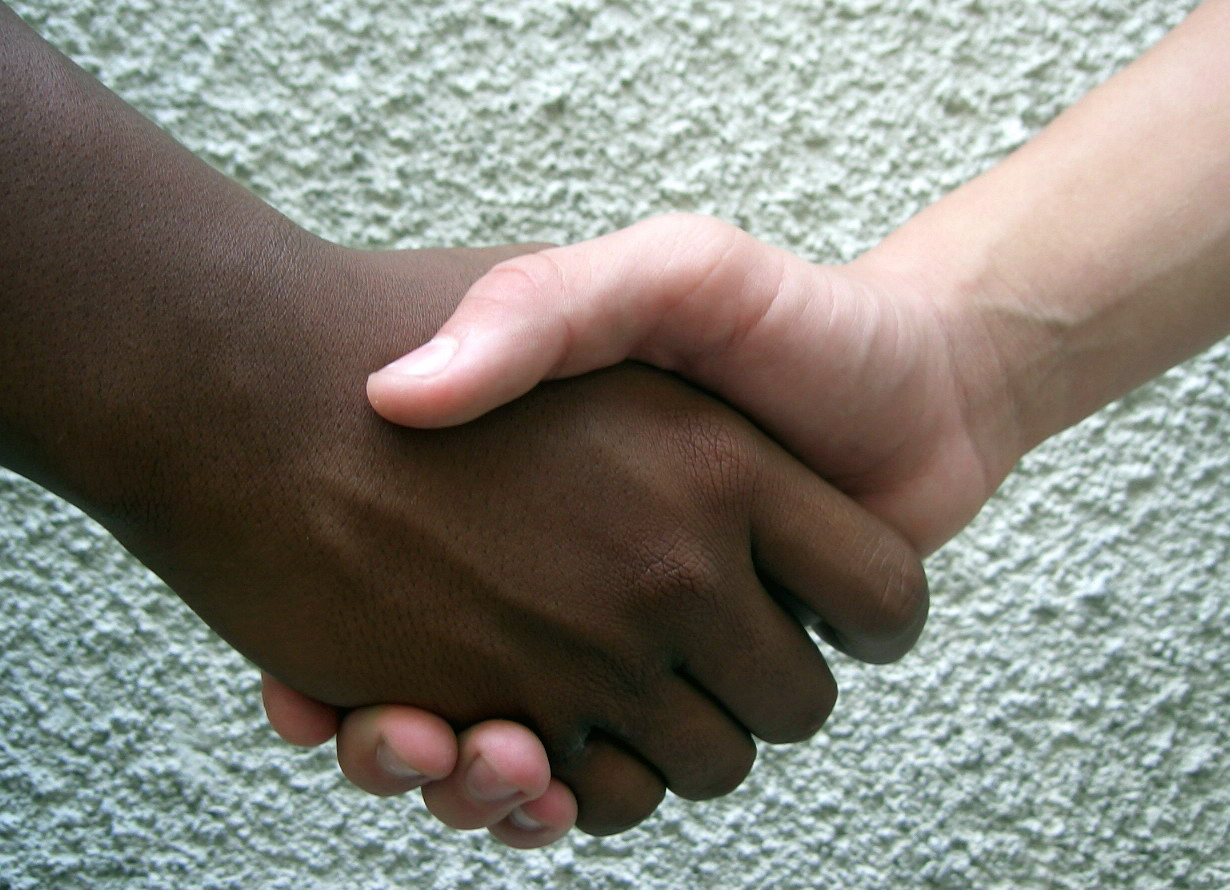
«Ésser lliures, no és tan sols desfer-se de les cadenes, és viure afrontant el respecte i reforçar la llibertat dels altres»

No obstant això, mentre que la violència entre el règim de l'apartheid i l'ANC feia nombroses víctimes, Nelson Mandela, a la presó, arribava a una altra conclusió, que l'extensió de la lluita armada per fer sortir el país del forat, era el diàleg i la negociació: «Per fer la pau amb un enemic, s'ha de treballar amb aquest enemic, i aquest enemic es farà el teu soci».
Per a ell la nova llibertat no s'havia de fer a costa de l'antic opressor, altrament aquesta llibertat no serviria per a res: «No sóc veritablement lliure si privo algú més de la seva llibertat. L'oprimit i l'opressor estan tots dos desposseïts de la seva humanitat. »
«La veritat, és que no som encara lliures; només hem assolit la llibertat de ser lliures, el dret de no ser oprimits (…;). Ja que ser lliures, no és només desfer-se de les cadenes; és viure d'una manera que respecti i reforci la llibertat dels altres».
«És aquesta garantia donada als blancs, que no esdevindran oprimits un cop la majoria negra hagi pres el poder, el que permetrà que les negociacions reïxin».
El diàleg no implicà només negociar amb el seu enemic sinó també no tallar el contacte amb antics amics sovint condemnats per la comunitat internacional. El 1998, Nelson Mandela recordà al president Bill Clinton que en aquell temps on els Estats Units sostenien l'apartheid, altres països ajudaven la lluita contra la segregació racial. Mandela li explicà que «Un dels primers caps d'Estat que he convidat en aquest país ha estat Fidel Castro…; i també he convidat el germà Mouammar Kadhafi. Faig això a causa de la nostra autoritat moral, que ens diu que no hem d'abandonar els que ens han ajudat en els moments més foscos de la nostra història».

### Ubuntu, «som els altres»
Nelson Mandela s'adherí a l'ètica i filosofia humanista africana d'Ubuntu, de la qual va ser alumne. Aquesta paraula de les llengües bantus no traduïble directament, expressa la consciència de la relació entre l'individu i la comunitat i és sovint resumit per Mandela amb el proverbi zulu «que un individu és un individu a causa dels altres individus», o com ho va definir Desmond Tutu, «la meva humanitat està inextricablement vinculada a la vostra». Ubuntu va marcar la constitució de 1993 i la llei fonamental de 1995 sobre la promoció de la unitat nacional i de la reconciliació. Mandela explicà ell mateix aquest ideal en un vídeo per al sistema operatiu lliure del mateix nom:
| « | (en titulars:Respecte. Bona voluntat. Compartir. Sentiment de comunitat. Atenció. Confiança. Generositat. Una paraula pot significar tantes coses!. Aquest és l'esperit d'Ubuntu.) Ubuntu no significa que la gent no s'hagi d'ocupar d'ells mateixos. La pregunta és, per tant, faràs això per tal de desenvolupar la comunitat al voltant teu i permetre de millorar-la? Aquestes són les coses importants en la vida. I si pots fer-ho, hauràs fet alguna cosa molt important que serà apreciada. | » |

Ubuntu és considerat per Nelson Mandela com la filosofia d'ajudar els altres però també de veure el millor d'ells, principi que aplicarà al llarg de la seva vida: «La gent són éssers humans, produïts per la societat en la qual viuen. Anima la gent veient el que és bo en ells». És igualment per a ell una noció històrica, la invasió dels colons blancs que desposseeixen el poble Xhosa de les seves terres i de la seva societat democràtica coincidint amb la pèrdua de l'ubuntu ancestral.

### Lluita contra la segregació racial, l'opressió i la pobresa
Sempre contrari al domini d'una ètnia sobre una altra com ho havia dit a Rivonia, Nelson Mandela condemnà el 2001 certes personalitats negres que feren observacions racistes sobre les minories dels indis, i s'inquietà de la «polarització racial» de la política que provoca la por a les minories. Apel·lant l'ANC a arreglar la situació, culpà de passada l'organització, subratllant que «certs comentaris d'alguns dirigint de l'ANC no havien millorat la situació». Condemnà igualment els aixecaments contra els immigrants que tingueren lloc per tot el país el 2008: «Recordeu l'horror del qual venim; no oblideu mai la grandària d'una nació que ha aconseguit vèncer les seves divisions i arribar on és; i no us deixeu portar mai més a aquesta divisió destructora, siguin quins siguin els desafiaments».
Per a Nelson Mandela l'opressió es desprèn del racisme: «Un home que priva un altre home de la seva llibertat està pres de l'odi, dels prejudicis i de l'estretesa d'esperit».
No vacil·la a comparar la injustícia de la pobresa i de les desigualtats a l'apartheid: «La pobresa massiva i les desigualtats obscenes són plagues de la nostra època que tenen el seu lloc al costat de l'esclavitud i de l'apartheid».
En el moment d'un discurs per a la recepció del premi Ambaixador de la consciència atorgat per Amnistia Internacional, Nelson Mandela declarà que «Vèncer la pobresa no és no un gest de caritat. És un acte de justícia».

## Llegat

### Homenatges

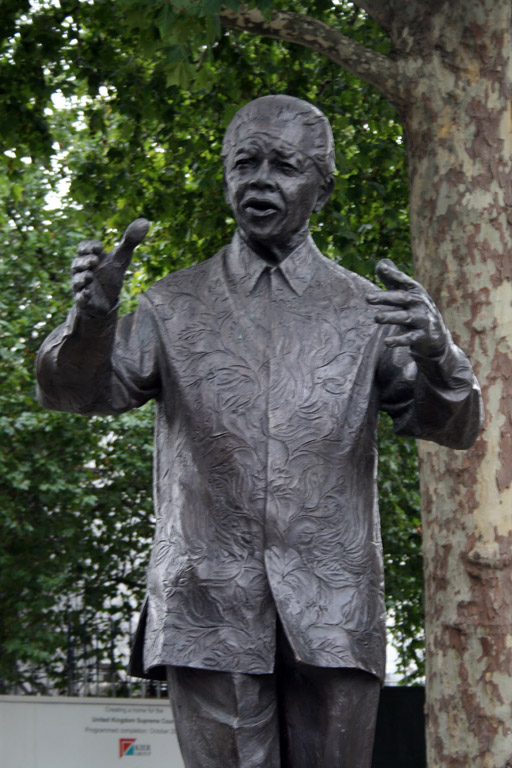
Estàtua de Mandela a Parliament Square, Londres

A més a més del premi Nobel de la Pau que li fou atorgat conjuntament amb Frederik Willem de Klerk el 1993, Nelson Mandela ha rebut més de 250 premis i recompenses nacionals i internacionals al llarg de més de 40 anys.
Mandela ha rebut al voltant de 50 doctorats honoris causa de part de diferents universitats del món.
- El 1980, rep el premi Nehru per la Pau i nou anys més tard, és el primer a rebre el Premi Kadhafi dels Drets Humans.

- El 1983, en plena reclusió, fou guardonat amb el Premi Internacional Simón Bolívar concedit per la UNESCO i el govern de Veneçuela

- El 1986 rebé el Premi Internacional Alfonso Comín, concedit per la Fundació Alfonso Comín.

- El 1988 amb el Premi Sàkharov per la Llibertat de Consciència concedit pel Parlament Europeu.

- 1990 Premi Lenin de la Pau (no el va poder recollir fins al 1992).

- El 1990 és el segon estranger, després de Khan Abdul Ghaffar Khan, a rebre junt amb la Mare Teresa de Calcuta el Bhârat Ratna, la més alta distinció índia.[213]

- El 1991, com a reconeixement per la seva tasca envers la fi del règim d'apartheid va rebre, amb el president Frederik De Klerk, el Premi Félix Houphouët-Boigny per a la Investigació de la Pau.

- El 1992, refusà el premi Atatürk de la pau atorgat per Turquia a causa de les violacions dels drets Humans que van ser comesos en aquesta època; més tard, el 1999, acceptà finalment el premi.[214]

- El 1992 fou recompensat, juntament amb Frederik Willem de Klerk, amb el Premi Príncep d'Astúries de Cooperació Internacional pels seus esforços en la finalització del règim de l'apartheid i en favor dels drets humans.

- 1992 Isithwalandwe i Premi Lenin de la Pau.

- El 1996, va ser distingit a Portugal com a gran collar de l'Orde de l'Infant Dom Henrique.

- El 2001, fou la primera persona viva a ser feta Ciutadà honorari del Canadà.[215]

- El 2002, rebé la Medalla Presidencial de la Llibertat de George W. Bush.[216] i, aquell mateix any, membre de l'Orde del Mèrit per la reina Elisabet II del Regne Unit.[217]

- El 2004, rebé el Premi Consciència Planetària atorgat pel Club de Budapest.[218]

- El 2006, rebé el premi Ambaixador de la consciència d'Amnistia Internacional.[211]

El 10 de novembre de 2009, l'Assemblea General de les Nacions Unides va declarar el 18 de juliol "Dia Internacional de Nelson Mandela"
A partir d'un moment, Nelson Mandela havia rebut tantes recompenses i homenatges que decidí no acceptar-ne més, considerant que altres havien de ser honorats.

### Partidaris i influència
A Sud-àfrica, Nelson Mandela compta amb una popularitat immensa, des del president Thabo Mbeki fins al gran públic: el setembre 2004, va ser sotmès a plebiscit com a primera personalitat sud-africana. És una «icona mundial de la reconciliació» i un «colós de l'esperit», segons Desmond Tutu, igualment premi Nobel de la pau. L'escriptora Nadine Gordimer el comparà amb Gandhi com «un dels dos més indiscutibles magnífics personatges de l'últim mil·lenni... únics en el seu increïble combat moral i humanista ». La revista Newsweek, per il·lustrar la seva importància per als sud-africans, escriu que "és l'alliberador nacional, el salvador, el seu Washington i Lincoln en un mateix home". Nelson Mandela és afectuosament anomenat pels sud-africans «Madiba», el seu nom de clan.
A la comunitat internacional, Nelson Mandela és presentat com una «Encarnació de la no-violència a l'esglaó planetari», «un dels antics homes d'Estat, dels més respectats del món», i «és considerat com el pare de la Sud-àfrica moderna». En ocasió dels seus 91 anys, el president americà Barack Obama declarà a propòsit de Mandela que "la seva vida ens ensenya que l'impossible pot realitzar-se", i el Secretari General de les Nacions Unides Ban Ki-moon que és «un ciutadà del món exemplar» i « l'encarnació viva dels més alts valors de les Nacions Unides. El seu compromís envers una Sud-àfrica democràtica, multiracial; la seva persecució tenaç de la justícia; la seva voluntat de reconciliar-se amb els que el tenen el més perseguit - són algunes de les característiques d'un home destacable». Per al president francès Nicolas Sarkozy, «Nelson Mandela representa una esperança per a la humanitat. És un home que és responsable de l'èxit excepcional de Sud-àfrica, d'aquesta coexistència multiètnica. És un símbol per a molts de nosaltres». El 2010, Abdou Diouf, el president de l'Organització internacional de la francofonia manifestava que Nelson Mandela era «l'home més gran encara viu sobre la terra».

### Crítics
Segons l'analista polític sud-africà William Gumede, en els townships que no han vist la seva situació econòmica ha millorat des de la fi de l'apartheid, "Mandela és acusat de trair el seu poble, mentre que una porció de la població l'acusa de no haver-se estat més temps al poder.
El fet que es continués envoltant de blancs va ser també mal vist per certs negres. El 2008, després de l'assassinat del seu nebot al seu domicili de Pretòria, l'escriptor sud-africà André Brink lamentà igualment que Mandela no hagués efectuat més que un sol mandat i, pessimista pel futur del país, havia denunciat la incompetència de les forces de policia, però també «la incompetència, la irresponsabilitat, la corrupció» dels dirigents del país i la demagògia dels principals caps de l'ANC. El 2009, l'escriptor antic militant antiapartheid i company de Mandela Breyten Breytenbach evocà la seva decepció vis a vis de l'ANC que havia vist des de la seva arribada al poder l'augment de la corrupció i de les desigualtats, i de la identificació d'aquesta pels sud-africans a Nelson Mandela, fins i tot després de la seva jubilació política.
La política de discriminació positiva iniciada sota la presidència de Nelson Mandela amb la intenció de promocionar una millor representació de la majoria negra en els diferents sectors del país és qüestionada perquè, de fet, no afavoreix més que a una petita part de la població negra, aquells que són diplomats i viuen en centres urbans, i ha obligat, al costat de la criminalitat, al 16,1% dels sud-africans blancs a deixar el país entre 1994 i 2006, sentint-se discriminats. L'agost de 2008, membres de la nova direcció de l'ANC, establerta per Jacob Zuma, reconeixien, amb els empresaris i els representants de la minoria blanca, les pèrdues practicades en l'àmbit de la discriminació positiva i prometien doblegar aquesta política.
En una entrevista el 2010, Winnie Madikizela-Mandela va retreure al seu exmarit que hagués acceptat compartir el premi Nobel de la Pau amb Frederik de Klerk i l'acusà d'haver donat el seu acord a un mal arranjament i, per tant, «haver deixat el suport als negres i haver afavorit l'economia blanca». Fustigà la política portada a terme durant la seva presidència i l'acusà d'haver-se fet durant el període postpresidèncial «una fundació privada» i « una figura de bé per salvar les aparences», prenent com a símbol l'erecció d'una gran estàtua de Nelson Mandela al mig del barri blanc de Sandton, el més ric de Johannesburg i no a Soweto, lloc simbòlic de la lluita contra l'apartheid. Criticà igualment la Comissió de la veritat i de la reconciliació que havia autoritzat i que havia considerat el 1997 que «havia comès violacions grolleres dels drets humans». Winnie Madikizela-Mandela negaria més tard haver atorgat l'entrevista.
Per al setmanari panafricà Les Afriques, la situació de 2010 és lluny del llegat de Nelson Mandela: mentre que ell no volia que cap raça dominés l'altra, els negres dominen els blancs políticament i els blancs dominen els negres econòmicament. El seu programa de justícia social ha estat abandonat. L'ANC és presa de les baralles intestines i el populisme que juga sobre les rivalitats racials, representat amb la nova generació del partit encarnada per Julius Malema que oblida les nocions d'avançament de si mateix i de perdó.

### Influència en la cultura

#### Música
Nombrosos artistes han evocat Nelson Mandela o li han retut homenatge.
- Free Nelson Mandela pel grup The Specials el 1983.
- Stevie Wonder li dedicà el 1985 la cançó I Just Called to Say I Love You que havia rebut l'Oscar a la millor cançó original. Tota la música de Stevie Wonder va ser prohibit a la ràdio a Sud-àfrica fins a la fi del règim.[234]
- El 1986, Youssou N'dour tragué l'àlbum Nelson Mandela.
- Bernard Lavilliers fa referència a Nelson Mandela a la peça Negre i Blanc de l'àlbum Lladre de feu (1986).
- Johnny Clegg li dedica la seva cançó Asimbonanga (Mandela) (traducció: no l'hem vist) a l'àlbum Third World Child el 1987.
- Hugh Masekela, en exili al Regne Unit, canta Bring Him Back Home (Nelson Mandela) el 1987.
- El 1988, el Concert Homenatge dels 70 Anys de Nelson Mandela, a Wembley Stadium, fou una fita de la lluita antiapartheid, on nombrosos músics donaren suport a Mandela:[235] Jerry Dammers dels Specials va ser un dels organitzadors,[235] els Simple Minds enregistraren la cançó Mandela Day en el concert[235] que sortirà al seu àlbum Street Fighting Years el 1989, Carlos Santana va crear la peça instrumental Mandela,[235] Tracy Chapman interpretà Freedom Now dedicat a Mandela i que surt al seu àlbum Crossroads el 1989[235] i Whitney Houston va cantar i li dedicà la cançó gospel He I Believe.
- Steel Pulse li ret homenatge a l'àlbum Victims.
- Brenda Fassie amb el títol Black President (1989) que obtingué un immens èxit a Sud-àfrica malgrat estar prohibit.[236]
- Michel Fugain evoca la captivitat de Nelson Mandela a la seva cançó La llibertat demaneu-la, el 1989.
- Jean Ferrat hi fa referència en la cançó El meu amor salvatge el 1991.
- El 1991, Juan Luis Guerra en la seva cançó Carta d'amor (Allibereu Mandela).
- Dieudonne Larose & el Grup Míssil 727 a l'àlbum Reuneix (1992) on hi ha una cançó dedicada a Mandela que porta el seu nom.
- Salif Keïta que havia actuat al concert de Wembley, enregistrà la cançó Mandela a l'àlbum Folon el 1995[235]
- De 2003 a 2008, nombroses personalitats de la música van donar suport als concerts 46664 (número de registre de presoner de Mandela) per tal de sensibilitzar la comunitat internacional sobre els problemes africans i finançar la fundació Mandela.
- El grup Queen + Paul Rodgers va compondre Say it's not true, el 2007, en benefici de la fundació 46664 contra la sida.
- Céline Dion dedicà una sèrie de concerts a Sud-àfrica, el febrer de 2008, en el moment de la seva gira mundial Taking chances, els fons de la qual eren directament cedits a l'organisme de Nelson Mandela.

#### Cinema
- Un cop alliberat, el mateix Nelson Mandela va interpretar el paper d'un professor de Soweto al final de la pel·lícula Malcolm X de Spike Lee estrenada el 1992 i que és una adaptació lliure de la biografia de Malcolm X.[237] Recita una part d'un dels discursos més coneguts de Malcolm X: «Declarem el nostre dret en aquesta terra a ser homes, a ser éssers humans, a ser respectats com a éssers humans, a rebre els drets d'un ésser humà en aquesta societat, en aquesta Terra, en aquest dia, cosa que tenim la intenció de fer efectiva [...]».[237] Les cèlebres paraules finals d'aquesta frase són «...per tots els mitjans necessaris.»[238] Mandela informà Spike Lee que no podia pronunciar aquesta frase davant la càmera, tement que el govern de l'apartheid pogués utilitzar-les contra ell si ho feia. Lee va estar d'acord amb ell i els últims segons de la pel·lícula mostren un muntatge en negre i blanc del mateix Malcolm X pronunciant la frase.[238]

- La pel·lícula Mandela and De Klerk (1997) conta l'alliberament de Mandela, paper interpretat per Sidney Poitier.[239]

- Goodbye Bafana (2007), sobre el seu empresonament a Robben Island, amb Dennis Haysbert al paper de Mandela, i que conta la seva relació amb el seu guardià James Gregory, interpretat per Joseph Fiennes[240]

- Morgan Freeman encarna Mandela a la pel·lícula Invictus de Clint Eastwood. La pel·lícula està centrada a la Copa del Món de Rugbi de 1995 que es va desenvolupar a Sud-àfrica i sobre la manera com Mandela se'n va servir per aturar les tensions racials.